# A kereszténység kronológiája
A kereszténység kronológiája összefoglalást nyújt a fontosabb eseményekről Jézus keresztre feszítésétől napjainkig.

## 1. század
- 30–33 körül: Jézust keresztre feszítik
- 34 körül: István diakónus megkövezése Jeruzsálemben.
- 34–36 körül: Pál, a 13. apostol megtérése.
- 45 körül: Pál megkezdi a missziós útjait.
- 50 körül: Claudius császár kiűzi Rómából a zsidókat és a zsidó-keresztényeket
- 64 körül: Nero császár a római tűzvész után üldözi a keresztényeket, amelynek Péter és Pál is áldozatul esik.
- 66–70: Római–zsidó háború
  - 70: Az ókori izraeli állam vége, Jeruzsálem bevétele és a Templom lerombolása.
- 92–96: A Domitianus-féle üldözés. 
  - János apostolt száműzik Pátmoszra, ahol megírja látomásait a Jelenések könyvében[1][2]
- A század vége: A gnoszticizmus terjedésének kezdete

## 2. század
- 107-110 körül: Antiochiai Ignác vértanúhalála. Ő használja először a "katolikus egyház" (= egyetemes egyház) kifejezést.[3]
- 140-es évek: Markión fellépése Rómában
- 150 körül: a gnosztikus Valentinus fellépése
- 150 körül: Szűz Mária legrégebbi ábrázolása[4]
- A század közepe táján létrejön a püspöki intézmény, az episzkopális egyház. Római püspökökről is csak ettől kezdve beszélhetünk, és csak ezután alakult ki a „többi püspök fölé emelkedő központi hatalom, az intézményesült, monarchikus pápaság”.[5] Az eddig jelentéktelen szerepet betöltő püspökök döntő szerephez jutnak a keresztény élet irányításában és meggyorsul a vezetői hatalom egy kézben történő összpontosulása.
- 150-es évek: A montanizmus megjelenése, amely elutasítja a püspöki intézményt.
- 160 körül: bevezetik a húsvét ünnepét[3]
  - I. Viktor római püspök kiközösíti kis-ázsiai egyházakat a húsvéti vita során
- 170 körül: A Muratori kánon, az Újszövetség könyveinek kanonizálása[6]
- 180 körül: Iréneusz művében meghatározza az "eretnek" szó fogalmát[7]
- A század vége:
  - A római birodalom majdnem minden városában van már kisebb-nagyobb keresztény gyülekezet.[8]
  - A kereszténység kezd behatolni a felsőbb társadalmi osztályokba is.[3]
  - A század végéig az egyház hivatalos nyelve még a görög; a római püspökök is görög nyelven leveleznek.[8]
  - Tertullianus, az első nagy, latinul író keresztény

## 3. század

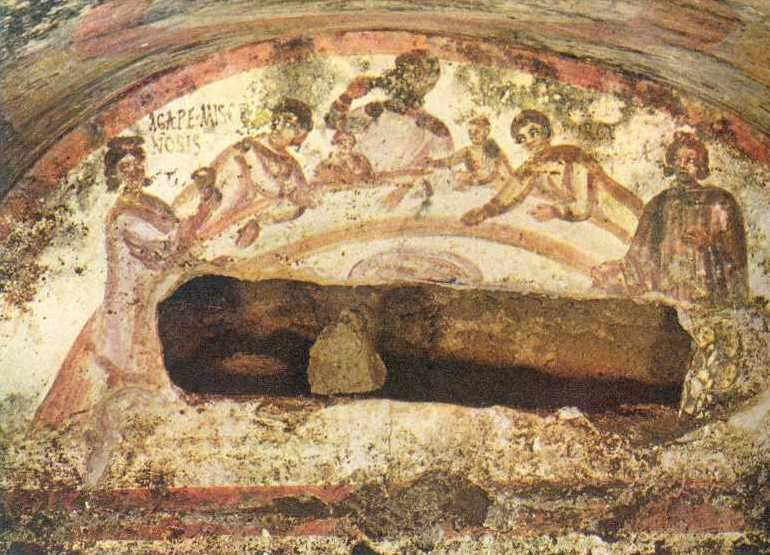
Festmény egy ókeresztény katakombából (agapé)

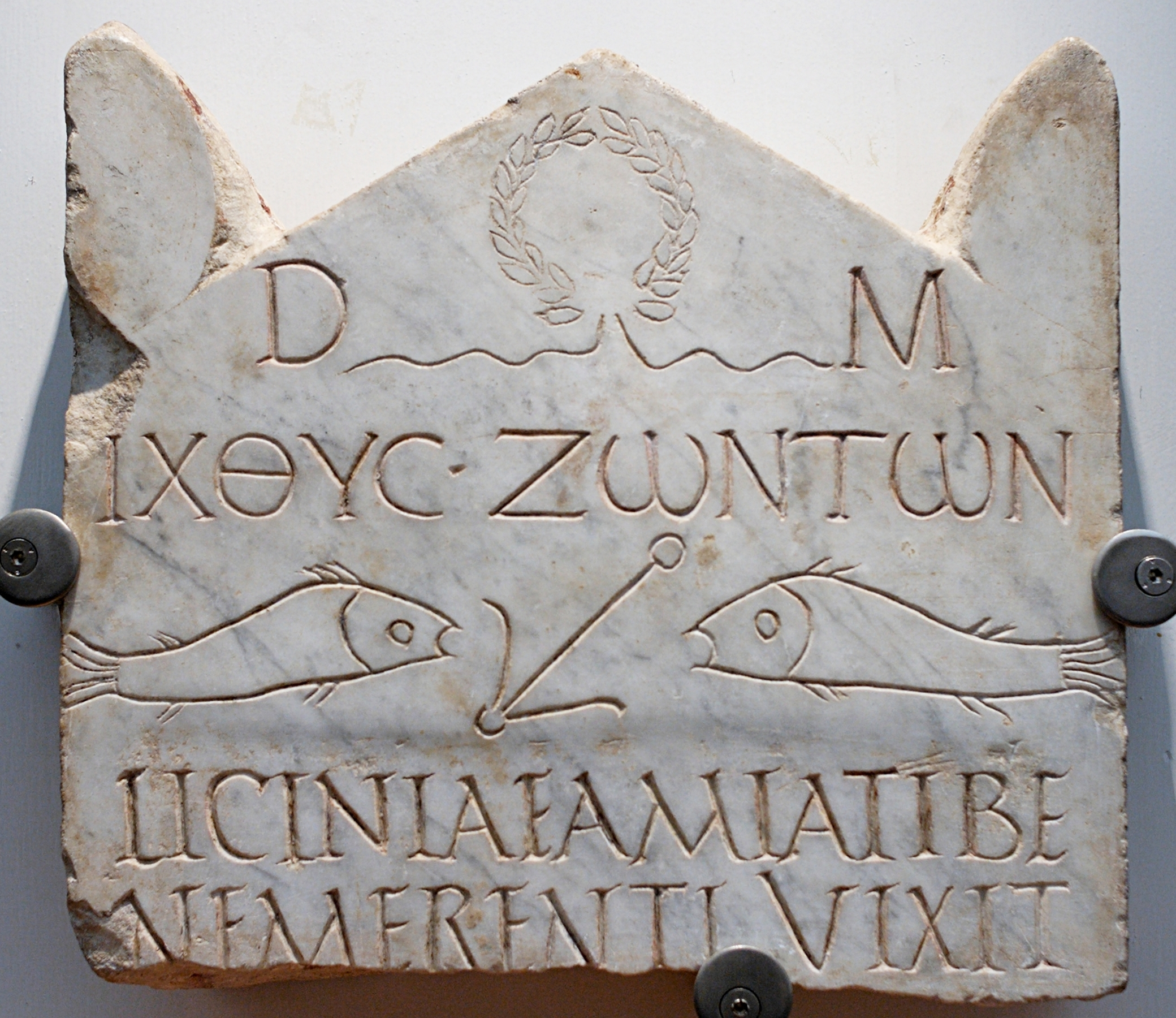
Márvány sírsztélé a 3. századból, Róma területéről

- Krisztológiai viták. A század elején három irányzat él egymás mellett: logosz-krisztológia és két monarchiánus irányzat, az adopcianizmus és a a modalizmus. Heves küzdelmek után a logosz-krisztológia válik egyeduralkodóvá.[9]
- Mária, az istenanya kultusza, mint az egyiptomi Ízisz kereszténnyé lett mása, kezd elterjedni.[10]
- Megalakult több keresztény iskola, elsők között az alexandriai és az antiókhiai.
- 193–211: Septimius Severus császár eltűri a keresztényeket és azt, hogy környezetének egyes főnemes tagjai kereszténnyé legyenek.
- 222–235: Alexander Severus császár a házi kápolnájába Krisztus szobrát is beállítja és hivatalosan is az istenek sorába akarja iktatni.
  - 217–235: Kallixtusszal szemben fellép az első "ellenpápa", Hippolütosz.
- 244–249: Philippus Arabs császár oly mértékben pártfogolja a keresztényeket, hogy egyes írók az első keresztény császárként említik.
- 249–251: Decius császár komoly keresztényüldözéseket kezdeményez és hitének megtagadására próbál kényszeríteni minden keresztényt.[11]
- 253–260: Valerianus császár is erőteljesen üldözi a kereszténység követőit.[12]
  - 254: Órigenész mártírhalála.
  - 254–256 Az eretnekek keresztségéről folyó vita I. István római püspök és a karthágói Küpriánosz (Ciprián) között.
  - 257–258: Valerianus császár üldözési rendeletei. Küpriánosz vértanúhalála.

Római püspök először ekkor hivatkozik a "Tu es Petrus" (Te Péter vagy ..) szövegre, hogy Péter apostol utódaként a primátusát a többi püspökkel szemben megerősítse.
- 260: Gallienus császár megszünteti a keresztényüldözést, ezzel újra rövid békekorszak köszöntött be a keresztények számára, akik fontos pozíciókat szereztek meg még a császári udvarban is. Rendeletben biztosította a toleranciát, és a püspökök által benyújtott kérelmekre visszaadta az elkobzott templomokat és temetőket. Ebben az időben már közel száz püspökség létezett Itáliában.[12]
- 270–275: Aurelianus császár a napisten imádását támogatta, mint olyan átfogó monoteizmust, amely a birodalom összes kultuszát felölelheti, és az egyház zavartalan békében élt 303-ig. A tartományi kormányzóknak azt is elnézték, hogy áldozati és keresztény szertartásokon is részt vesznek. Hispániában az együttműködés odáig ment, hogy 300-ra néhány keresztény boldogan volt egyszerre az egyház tagja és municipális pap.[12]
- 270–275 körül: Remete Szt Antal visszavonul a sivatagba, majd megszervezi a szerzetesi életet → sivatagi atyák feltűnése.
- 293–305: Az utolsó nagy keresztényüldözés Diocletianus alatt.

## 4. század

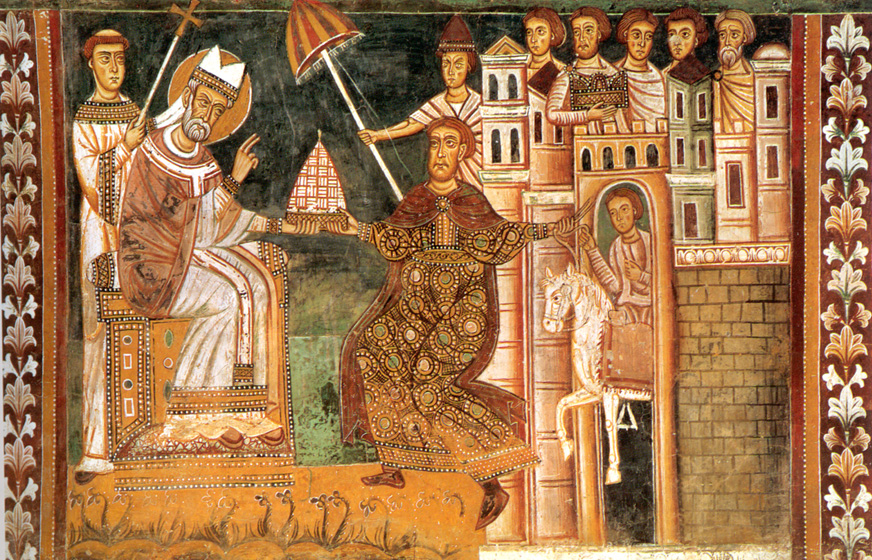
Szilveszter és Konstantin. E 13. századi freskó a középkorban szokásos hamisítványokat tükrözi, mivel Konstantin császár nem hódolt be a római püspöknek, hanem önmagát tartotta a keresztény alattvalók legfőbb püspökének

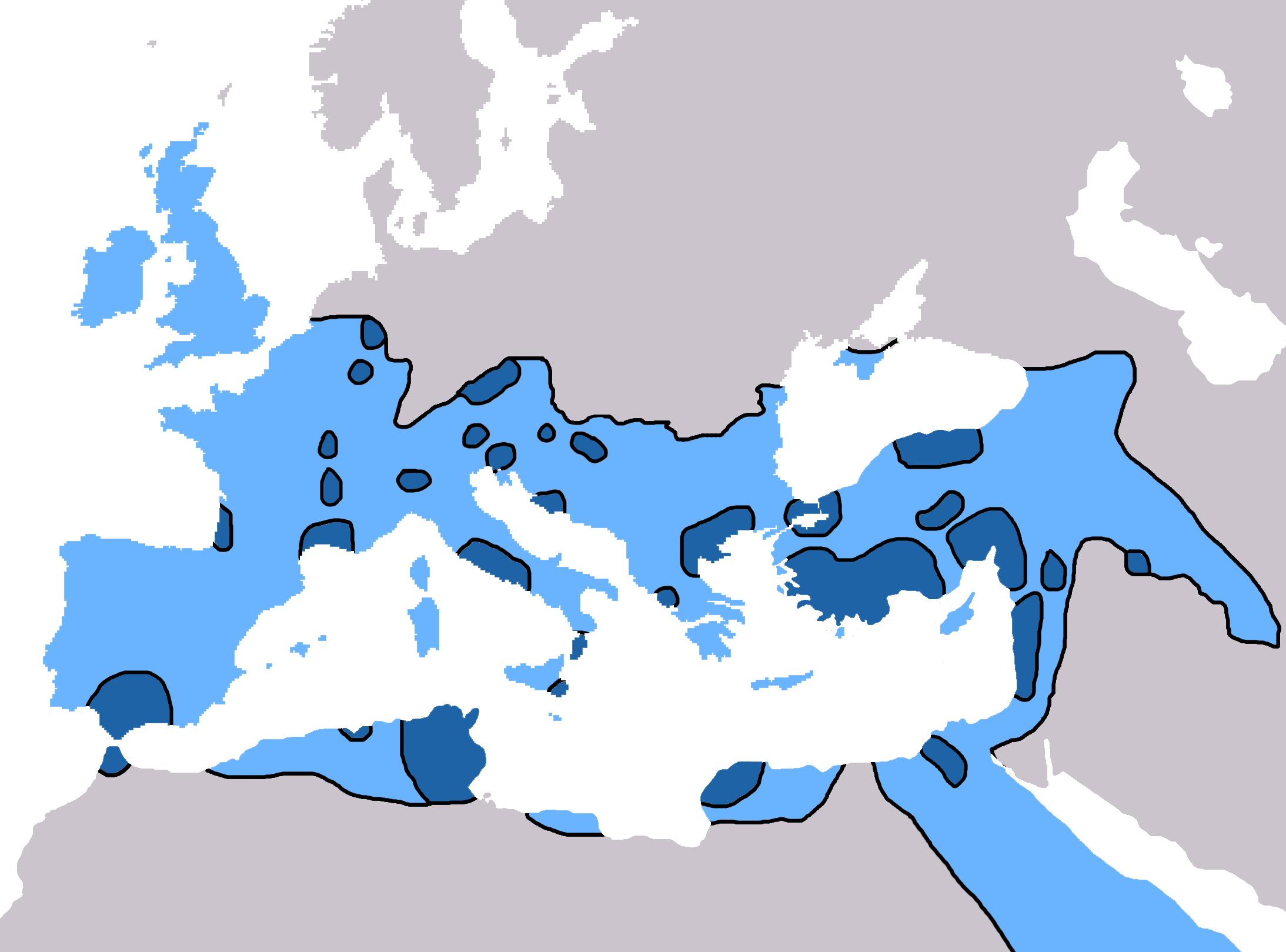
A kereszténység elterjedése Kr. u. 325-ig
A kereszténység elterjedése 325 és 600 között

- 305: I. Constantius Chlorus nyugaton megszünteti a keresztényüldözéseket.
- 305-311: Galerius császár keleten folytatja a keresztények üldözését, de 311-ben, halálos ágyán kiadja türelmi rendeletét. Utóda, Maximinus Daia ezt figyelmen kívül hagyja, és folytatja az üldözést.
- 311: Észak-Afrikában egy egyházon belüli szakadás kiváltja a donatisták mozgalmát, amely szembefordul a kereszténység uralkodó tanításaival.
- 313: Nagy Konstantin és Licinius kiadja a milánói ediktumot, amelyben engedélyezik a keresztény vallás szabad gyakorlását. Az egyház visszakapja az elkobzott vagyonát is.
  - Szerte a birodalomban megkezdődik a keresztény templomok építése.
- 314: Az Arles-i zsinat elítéli Donatust és követőit (→ donatizmus)
- 315: A keresztrefeszítés eltörlése[15]
- 318: Áriusz elkezdi hirdetni nézeteit Alexandriában (→ arianizmus)
- 321: Az Egyház vagyonhoz való jogának elismeréseként Konstantin császár Miltiádész pápának ajándékozza a lateráni palotát. A Lateráni Bazilika (Üdvözítőnk Bazilikája) a római püspök székhelye lett. Konstantin a vasárnapot állami ünnepnappá nyilvánítja.
- 325: Kirobban az ariánus vita Alexandriában, ami széles körű erőszakhoz és szakadásokhoz vezetett a kereszténységen belül.
- 325: A keresztény püspökök első egyetemes zsinata  Nikaiában. Elítélik az arianizmust. Megfogalmazzák a Niceai hitvallást, kinyilvánítják a Szentháromságban való hitet.
- 326. november 18.: I. Szilveszter pápa felszenteli a Szent Péter-bazilikát, amelyet Nagy Konstantin építtetett az apostol sírja fölé.
- 330. Konstantin a székhelyét a róla elnevezett Konstantinápolyba teszi át, ezzel megnő az ottani püspökök hatalma, de ezzel egyidejűleg Róma püspökei is kezdenek úgy viselkedni, mint a Nyugat kizárólagos urai (nemcsak vallási, hanem ún. világi ügyekben is), akikre a hatalmat a császár ruházta át.[4]
- 340: Euszébiosz keresztény történetíró halála.
- A nagy egyházatyák működése: 
  - görögök: Alexandriai Szent Atanáz (298 – 373), Jeruzsálemi Szent Cirill (313 – 386), Aranyszájú Szent János (344/347 – 407), Nagy Szent Vazul (329 – 379), Nazianzi Szent Gergely (329 – 389), Nüsszai Szent Gergely (331 – 395 után)
  - latinok: Poitiers-i Szent Hilár (kb. 315 – 367), Szent Ambrus (334 – 397), Szent Jeromos (347 – 420), Hippói Szent Ágoston (354 – 430)
- 361-363: Iulianus császár visszatér a pogány hitre, és eredménytelen kísérletet tesz az antik vallás visszaállítására.
- 363: A laodiceiai szinódus megállapít egy kánont, kihagyva a Jelenések könyvét és megtiltja a nem kanonizált könyvek templomi felolvasását.[16]
- 367: Alexandriai Athanasziosz (Atanáz) levelében sorolja fel először a Biblia kánonját a ma is ismert összeállításban.
- 370 körül: Baszileiosz (Nagy Szt Vazul) újjászervezi a szerzetességet
- 380: Nagy Theodosius császár a De Fide Catolica ediktumával kizárólagos államvallássá teszi a kereszténységet, annak is a nikaiai-hitvallását, az ariánus templomokat pedig bezáratja a birodalomban.[17]
- 381: Az I. konstantinápolyi zsinat végleges formában meghatározza a kereszténység hitvallását.
- 382: A római zsinat I. Damasus pápa alatt lefekteti a Biblia kánonját, felsorolva az Ószövetség és az Újszövetség elfogadható könyveit.
- 385: Priscillianust, Ávila püspökét varázslással és boszorkánysággal vádolják meg, elítélik és kivégzik. Ezt a kivégzést tartják az elsőnek, amikor keresztények más keresztényeket eretnekség miatt megöltek.[18] Követőit, az ún. priszcilliánusokat is üldözik.
- 391: Theodosius betiltja az összes pogány szertartást.
- 397: Tours-i Márton és Ambrus halála.
- 400: Kiadják Jeromos latin bibliafordítását, a Vulgatát.

## 5. század

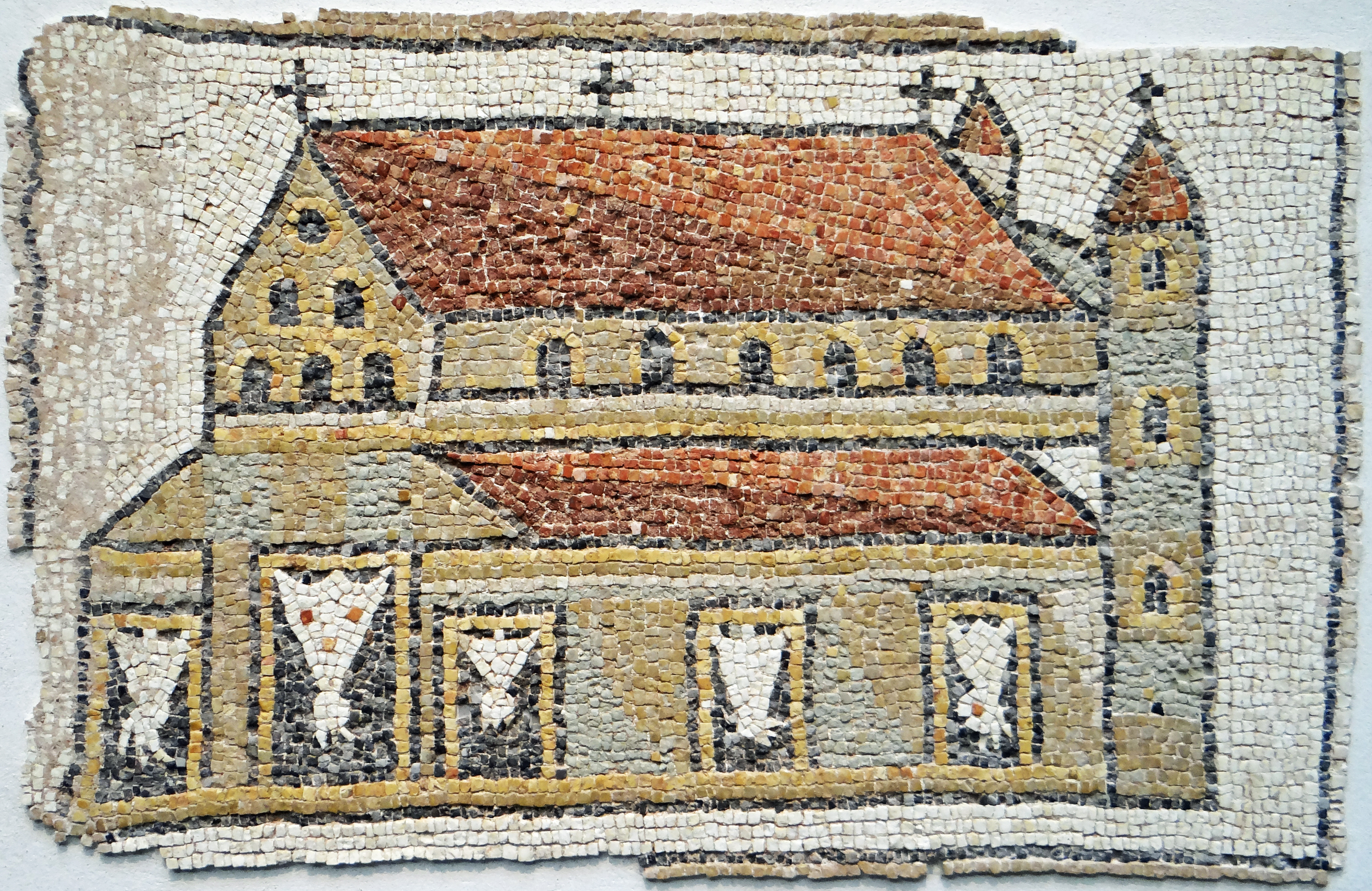
A kelet-római birodalom mozaikja egy bazilikát ábrázol tornyokkal és keresztekkel, 5. század, Louvre

- 410: Az Alarik vezette vizigótok kirabolják Rómát.
- 415. Alexandriai Kürillosz püspök Hüpatia természettudósnőt a tanításai és a kísérleti eszközei miatt a kereszténység ellenségének nyilvánítja, majd mágiával és eretnekséggel is megvádolva a felizgatott tömeg felkoncolja.
- 430: Hippói Szt Ágoston halála.
- 431. Az Efezusi zsinat elítéli Nesztoriosz tanítását és deklarálja, hogy Jézus egyidejűleg mind ember, mind Isten, továbbá, hogy Mária Istennek Anyja (Theotokosz), valamint, hogy a nikaiai hitvallás végleges, és szent szöveg. A nesztoriánusok mozgalma ezután Ázsiában terjed.
- 440-461: I. (Nagy) Leó pápa személyében találkozunk az első igazi pápával.[megj. 1] Első ízben az ő pápasága idején vezette valóban Róma a nyugati egyházat, sőt Leó átmeneti sikereket keleten is elért.[19]
- 451. A Khalkédóni zsinat dogmaként mondja ki, hogy Krisztus egy személy két természetben, keveredés nélkül és hogy Szűz Mária az Isten Anyja. Eutükhészt kiközösítik, a monofiziták szakadása (→ antikhalkédóni egyházak).
- 451: Attila, a hunok vezére Galliába tör és Rómáig nyomul előre (452).
- 455: A vandálok Geiserich vezetésével kifosztják Rómát.
- 461: Meghal Szt Patrik, akinek nevéhez az írországi keresztény térítés fűződik. Az ír egyház kolostorok hálózatából áll, és nem ismeri el Róma fennhatóságát.[20]
- 482: Hénótikon - Zénón konstantinápolyi császár megpróbálja összeegyeztetni a monofiziták hitét az ortodox tanokkal.
  - Első átmeneti egyházszakadás Róma és Konstantinápoly között.
- 496: I. Klodvig, frank király népével együtt felveszi a kereszténységet (a többi germán néptől eltérően nem az ariánus, hanem a katolikus hitet).

## 6. század
- 502: Szümmakhosz pápa előírja, hogy világi ember nem szavazhat a pápára, valamint, hogy csak a magasabb klérusból lehet jelöltet állítani.
- 527-565: I. Justinianus a kelet-római birodalom legnagyobb uralkodója.
  - A kora bizánci művészet virágkora: a konstantinápolyi Hagia Szophia, a ravennai San Vitale-templom; mozaikművészet.
- 529: A nyugati szerzetesség alapítása. Nursiai Benedek megírja reguláját és megalapítja monostorát Monte Cassinón.
- 533: Mercuriust választják meg pápának. Ő az első pápa, aki uralkodói nevet vett fel, s így lett II. János pápa.
- 536: Belizár (Belisarius), Justinianus császár hadvezére visszafoglalja Rómát az osztrogótoktól.
- 553: A II. konstantinápolyi zsinat elítéli Órigenész ún. „Három fejezet”-tét, valamint megerősíti az első négy egyetemes zsinat döntéseit.
- 587: I. Rekkared nyugati gót király az ariánus hitről áttér a katolicizmusra.
- 590: Kolumbán Galliába érkezik 12 társával és kolostort alapít.
- 590: I. Gergely pápaságának kezdete (tart 604-ig). 
  - A pápai birtokok igazgatásának megszervezésével megalapozza a pápa világi uralmát Róma és környéke fölött.[20] A gregorián énekek bevezetése a liturgiába.
- 596: Megkezdődik az angolszászok keresztény hitre térítése Canterburyi Ágoston vezetésével.

## 7. század

Az iszlám terjedése (a mai országhatárokkal)
Mohamed idején, 622–632
A Rásidún kalifátus idején, 632–661
Az omajjádok idején, 661–750

- Theodolinda, a lombardok királynője (591-628) fokozatosan átáll az arianizmusból a katolicizmusra.
- 634-644: I. Omár kalifa alatt megindul az arabok rohamos terjeszkedése. A pogánynak minősített vallásokat üldözik, 'a Könyv népét', a zsidókat és keresztényeket nem. 
  - 638: Elfoglalják a keresztény Jeruzsálemet és Szíriát (636-tól).
  - 640-től: Meghódítják Egyiptomot, majd egész Észak-Afrikát.
- 644-656: Oszmán kalifa alatt folytatódik az arab terjeszkedés
  - Ciprus, Rodosz, Örményország elfoglalása.
  - Irán megőrzi perzsa jellegét, de átveszi a hódítók vallását és kultúráját.
- 664: Az angolszász püspökök a whitbyi zsinaton Róma mellett foglalnak állást. Az ír szerzetesség, amely eddig nagy szerepet játszott Anglia megtérítésében, háttérbe szorul.[20]
- 678: Az arabok megostromolják Konstantinápolyt.
- 680: A III. konstantinápolyi zsinat Agatho pápa tanítása alapján elveteti a monotheletizmus tanát.
- 691-692: A II. trulloszi zsinat. A zsinat után a nyugati egyház erőteljesen erősödni, míg a keleti egyház gyengülni kezd.
- 697: Az arabok elfoglalják Bizánctól Karthágót, majd nemsokára egész Észak-Afrikát.
- 698: Willibrord hozzákezd a németalföldi frízek megtérítéséhez.

## 8. század
- Constantinusi adománylevél, az első nagy okmányhamisítás a pápaság világi uralma érdekében.[21]
- 709: Az arabok Észak-Afrikában elérik az Atlanti-óceán partvidékét.
- 711: Az arab seregek átkelnek Európába, az Ibériai-félszigetre.
- 718: Az angol Bonifác szerzetes II. Gergely pápától megbízást kap a déli germánok megtérítésére. Kialakítja az ottani egyházi szervezetet.
- 726: A bizánci képrombolás kezdete. III. León bizánci császár fellép a szentek kultusza, elsősorban Krisztus képi ábrázolása ellen. Az ikonoklasztázia egészen 843-ig tart, amikor is a képtisztelet elfogadásával fejeződik be.
  - 787: A II. nikaiai zsinat szentesíti a képtiszteletet.
- 732: A poitiers-i csatában Martell Károly megállítja az előrenyomuló arabokat.
- 735: Meghal Beda Venerabilis angolszász szerzetes, a korai középkor legjelentősebb tudósa. Munkássága az ír-angol kolostori kultúra csúcspontja.[20]
- 749: Damaszkuszi János halála. A nagy egyházatyák korszakának vége.
- 756: Kis Pippin, a frankok királya itáliai birtokadományokkal biztosítja a pápák uralmának függetlenségét. Megalakul az egyházi állam magva.
- 772: A pogány szászok elleni háború kezdete. Megindul a frank hűbéri rendszer és az egyházszervezet kiépítése erőszakos térítéssel.[20]
- 793: Lindisfarne monostorának kirablása jelzi a vikingek támadásainak kezdetét.
- 800: III. Leó pápa a frank Nagy Károlyt a Szent Római Birodalom császárává koronázza, ezzel a római császárok jogutódjává nyilvánítja. Hamarosan kialakul az a gyakorlat, hogy a császárrá koronázás joga a pápát illeti meg.[20]

## 9. század

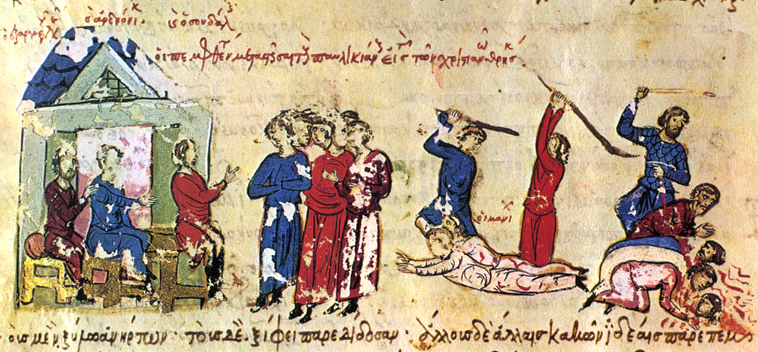
A paulikiánusok lemészárlása (843/844)

- 829: Ansgar elkezdi missziós munkáját a mai Dániában és Svédországban. Szent Jakab apostol tiszteletére, sírja fölé bazilika épül Compostellában.
- 845-től: Kopasz Károly nyugati frank király udvarában él Scotus Erigena filozófus, a skolasztika előfutára.
- 846: a szaracénok (arabok) betörnek Róma külső részébe és kifosztják (a régi) Szt. Péter bazilikát is.[22]
- 858–867: A század legjelentősebb római pápája, I. Miklós a pszeudo-izidori hamisítványokra hivatkozva a pápaság hatalmi igényeinek megvalósításáért küzd.[23]
- 858–886: I. Phótiosz konstantinápolyi pátriárka. Korának legkiemelkedőbb görög tudósa.
- 863: Rasztiszláv morva fejedelem hittérítőket kér. Cirill és Metód elindul a szlávok megtérítésére.
- 864: I. Borisz bolgár kán felveszi a bizánci kereszténységet.
- 869: A IV. konstantinápolyi zsinat elítéli Photioszt. Ezt és a következő nagy zsinatokat már nem fogadják el a keleti ortodox egyházak.

## 10. század
- 904–964: Rómában a pornokrácia, (latinul: saeculum obscurum) korszaka, amikor a gazdag és hatalomra vágyó hölgyek barátaikat, rokonaikat, szeretőiket, nemegyszer fiaikat juttatják a pápai trónra.[24]
- 910: A Clunyi apátság bencés monostora megújítja a nyugati szerzetességet. Monostorok alakulnak szerte Nyugat-Európában.
- 966: I. Mieszko lengyel király és I. Harald dán király felveszi a keresztséget.
- 988: I. Vlagyimir megkeresztelkedik és a Kijevi Rusz felveszi a kereszténységet.
- Bulgáriában a paulikiánus eredetű bogumilok mozgalmának kezdete, amely hamarosan Európa-szerte terjed.

Magyarság
- 948: Bulcsú harka és Termecsü megkeresztelkedik Bizáncban.
- 953: Az erdélyi Zombor gyula megkeresztelkedik Bizáncban.
- 972: Géza magyar fejedelem keresztény hittérítőket kér I. Ottó német-római császártól.
- 974: Géza fejedelem ötezer magyar előkelőséggel együtt megkeresztelkedik.
- 996: A pannonhalmi bencés apátság alapítása.

## 11. század

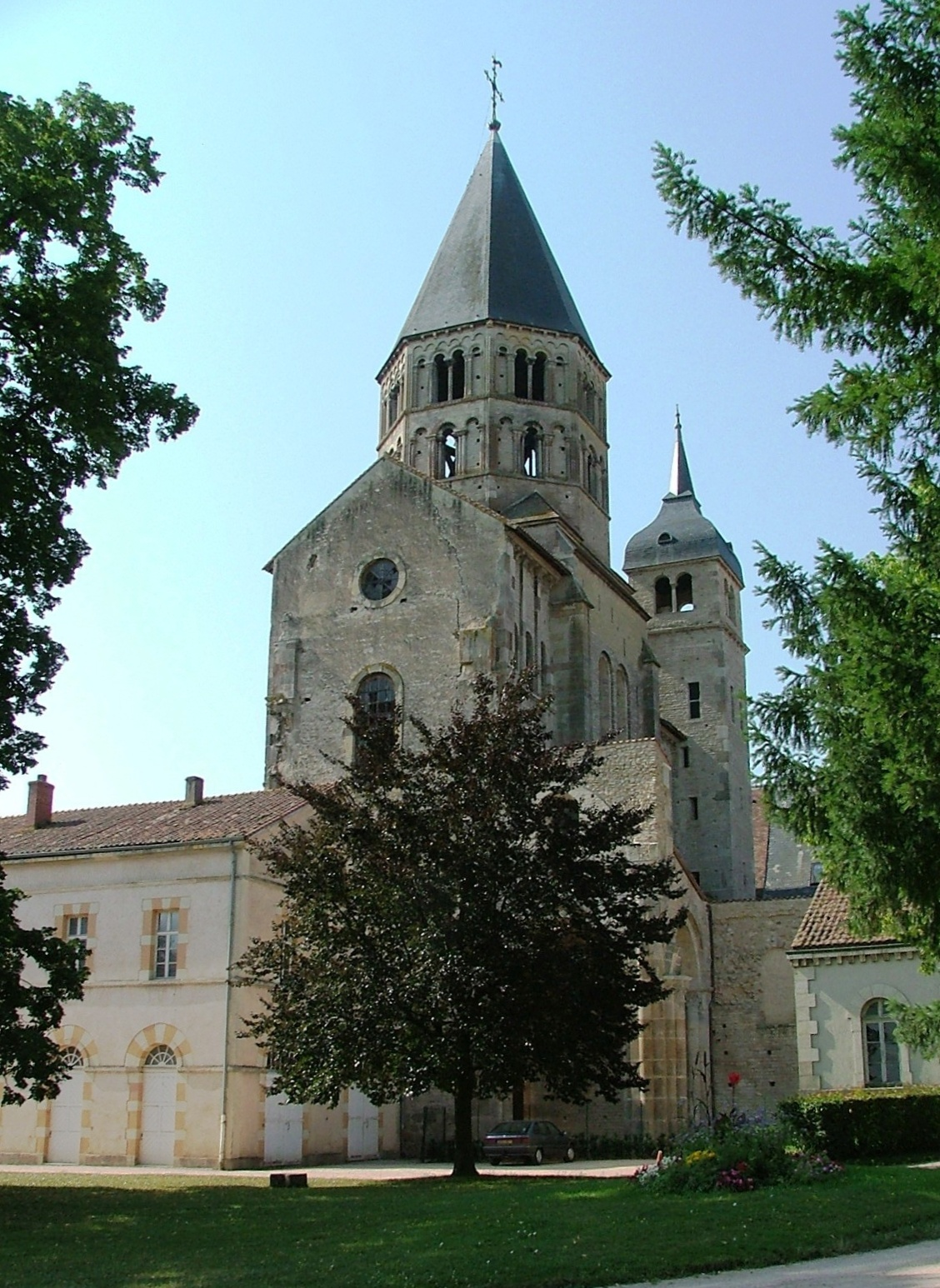
A Cluny-i apátság

- 1019–1054: Bölcs Jaroszláv kijevi nagyfejedelem alatt virágkorát éli a kora feudális orosz állam. A kijevi Szófia-székesegyház építése.[20]
- 1035: A milánói polgárság fellázad az érsek uralma ellen. Ez az esemény tekinthető a lombardiai városi mozgalmak kezdetének. A század végére a városok lerázzák püspökeik uralmát és kivívják önkormányzatukat.[20]
- 1039–1056: III. Henrik német-római császár. A pápaság sorsát teljhatalommal a császár intézi.[20]
  - 1046 III. Henrik a sutri zsinaton véget vet a pápai trón körüli botrányoknak (letesz három pápát és kinevez egy negyediket).[20]
  - A clunyi reformok szellemében az egyház reformját tűzi ki célul.[20]
- 1054. A nagy egyházszakadás a katolikus és bizánci egyház között, a római pápa és a konstantinápolyi pátriárka kölcsönösen kiátkozzák egymást.
- 1059: Rómában a clunyi reformmozgalom radikális szárnya jut uralomra; célja az egyház elvilágiasodásának megállítása és a pápaság tekintélyének helyreállítása.[20]
- 1073: VII. Gergelyt választják meg pápának. Véghezviszi az egyház belső megreformálását. Célja a világi hatalom alávetése az egyháznak.[20] Kitör az invesztitúraharc a pápa és a császár között.
  - 1073: VII. Gergely a katolikusoknak megtiltja, hogy Róma püspökén kívül pápának hívjanak mást is.
  - 1075: Dictatus papae, VII. Gergely totális hatalmi igénye
- 1077: A német hűbéresek lázadása miatt IV. Henrik német-római császár vezekelve kéri kiközösítésének visszavonását Canossában.
- 1085: Kölni Brúnó megalapítja a karthauzi rendet.
- 1088: A Bolognai Egyetem alapítása
- 1095: II. Orbán pápa "szent háborút" hirdet a Szentföldre. Megindul az első keresztes hadjárat. 
  - 1099: A keresztes hadjárat során visszafoglalják Jeruzsálemet az oszmánoktól. Megalapítják a Jeruzsálemi Királyságot. A többségében ortodox népességű egyházmegyékbe latin püspököket neveznek ki.
- 1098: A Cîteaux-i ciszterci apátság, a ciszterciek anyakolostorának alapítása.

## 12. század
- 1114-től (megszakításokkal): Pierre Abélard, a párizsi teológiai iskola tanára, a skolasztika egyik legnagyobb alakja. 
(Fő ellenfele Clairvaux-i Bernát, a "keresztes háborúk apostola".)[20]
- 1119: A templomosok rendjének alapítása Jeruzsálemben.
- 1120: Magdeburgi Norbert megalapítja a premontrei rendet
- 1122: A wormsi konkordátummal befejeződik a pápa és a császár 1075 óta tartó küzdelme.
- 1123: Az I. Lateráni Egyetemes Zsinat.
- 1137: A Keresztelő János tiszteletére alakult betegápoló intézmény átalakul a johanniták rendjévé.
- 1139: A II. Lateráni Egyetemes Zsinat.
- 1141 Pierre Abélard vitája a kor pápapárti elméletgyártóival, Clairvaux-i Szent Bernáttal és Saint-Thierry Vilmossal, a sens-i zsinaton elítélték, eretnek lett teológiai tévedései miatt; a vita Abaelard kolostorba zárásával végződött.[25][26][27]
- 1143: I. Alfonz portugál király országát pápai hűbérbirtoknak nyilvánítja.[20]
- 1144: A Párizs közeli Saint-Denis-i apátság bazilikája: az első gótikus stílusban elkészült épület.
- 1150: A Decretum Gratiani kánonjogi gyűjtemény kihirdetése.

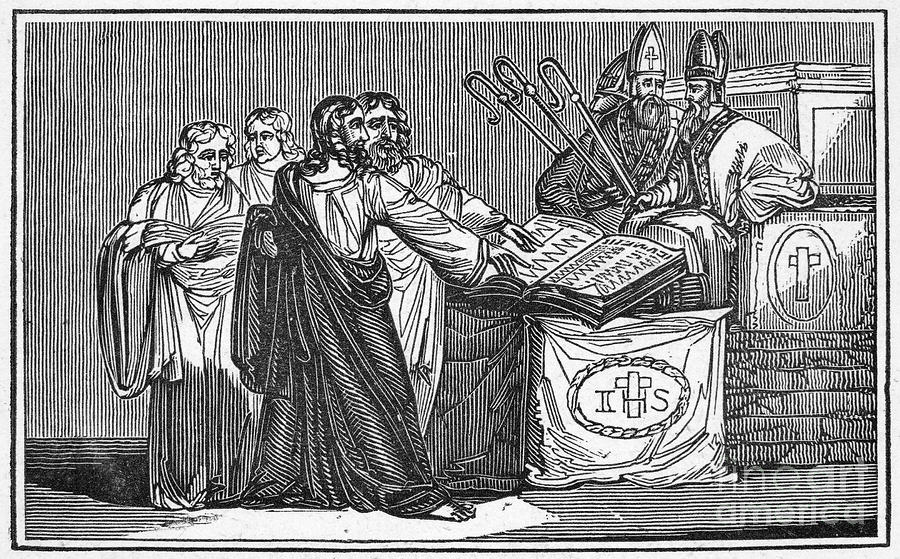
Valdès (Vald Péter) követei (valdensek) 1179 körül Rómában, ahol magyarázzák magukat a Szentírás alapján

- 1150 körül: A Párizsi Egyetem alapítása (teológia)
- 1153: Meghal Clairvaux-i Bernát
- 1155: Rómában kivégzik Bresciai Arnoldot, aki a pápa világi hatalma ellen lép fel. Követői arnoldisták-ként ismertek.
- 1164: II. Henrik angol király szoros ellenőrzése alá vonja az angol egyházat, emiatt viszályba sodródik a pápával. 
  - 1170: A király hívei meggyilkolják Becket Tamás canterburyi érseket.
- 1170-es évek: A valdensek mozgalmának kezdete
- 1179: A III. Lateráni Egyetemes Zsinat.
- 1184 III. Lucius pápa a veronai zsinaton, ahol több kánoni törvényt is hoztak, elrendelte az eretnekség vizsgálatát (az inkvizíció lett ez az eljárás); ezekért a vizsgálatokért a helyi püspököket tette felelőssé.[28][29]
- 1187: Szaladin által vezetett muszlim seregek elfoglalják Jeruzsálemet, és holtpontra juttatta az ellentámadásként indított harmadik keresztes hadjáratot (1189-1192).
- 1198: III. Ince lesz a pápa. A pápaság világi hatalmának csúcspontjára kerül.

## 13. század

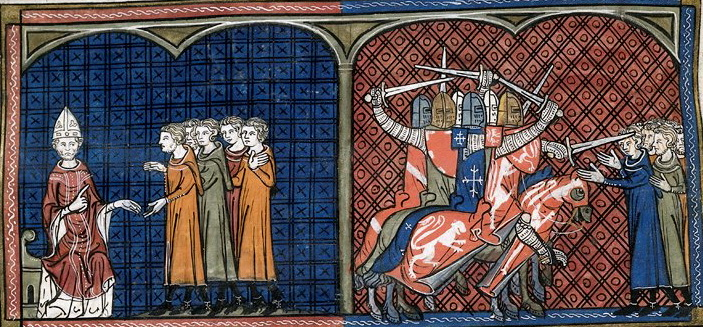
III. Ince kiátkozza a katharokat, majd az ellenük folyó keresztes hadjárat korabeli ábrázolása

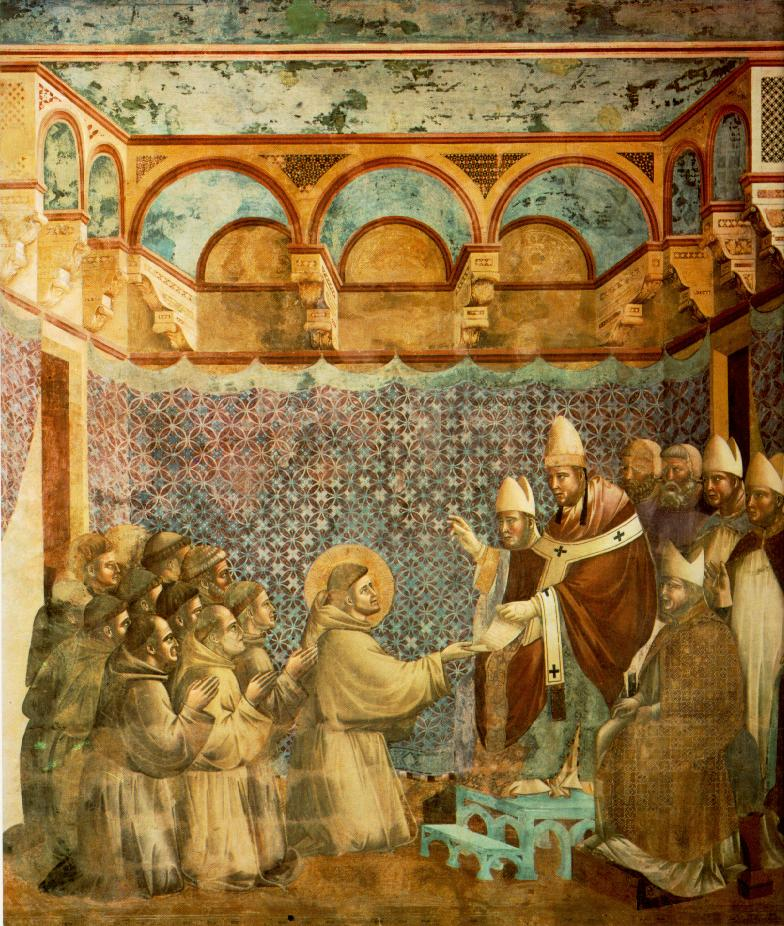
Giotto di Bondone: III. Ince elfogadja Assisi Szent Ferencnek a ferences rend alapítójának szabályzatát

- 1202-1204: Negyedik keresztes hadjárat
  - 1204 A Bizánci Császárság bukása, a Latin Császárság megalakulása.
- 1205: Assisi Szt. Ferenc megalapítja a kisebb testvérek ferences rendjét.
- 1209-1229: Az eretnekeknek bélyegzett katharok elleni keresztes háború
- 1212: Francia és német gyermekek "keresztes hadjárata"
- 1215: A IV. lateráni zsinat.
- 1216: III. Honorius pápa jóváhagyja a Domonkos-rendet.
- 1216: Helyreáll az egység a katolikus és a maronita egyház között.
- 1219: A dánok leigázzák a pogány észteket.
- 1226: A mazóviai lengyel fejedelem a pogány poroszok ellen behívja országába a Német Lovagrendet.
  - A lovagok néhány évtized alatt leigázzák és részben kiirtják a poroszokat és független államot alapítanak.
- 1229: IX. Gergely pápa áldásával az inkvizíció felállítása az eretnekek felkutatására és elítélésére.
- 1231: IX. Gergely pápa elismeri a párizsi egyetem alapszabályát.
- 1240-1241: Mongol betörés Kelet-Európába.
- 1245: Az I. lyoni zsinat. Kiközösítik és megfosztják trónjától II. Frigyes német-római császárt.
- 1248-1250: IX. Lajos francia király keresztes hadjárata a Nílus deltájában kudarccal végződik. Ez az utolsó nagy vállalkozás, amely a palesztinai keresztény állam felmentésére irányul.
- 1250-es évek: Birger (jarl) svéd főúr megkezdi a pogány finn törzsek leigázását.
- 1274: Aquinói Tamás és Bonaventura halála.
- 1274: A II. lyoni zsinat.
- 1280: Albertus Magnus halála.
- 1291: a mamelukok elfoglalják Akkót és a keresztesek utolsó szíriai birtokait.[20]
- 1300: VIII. Bonifác pápa kiadja az "Antiquorum fida relatio" bulláját.

Magyarság
- III. Ince pápa 1200. októberi levelével kéri Imre királyt, hogy vonuljon a bogumil "eretnekek" ellen és semmisítse meg őket. (1201-es?) hadjárata sikeres lehetett,  mert a bogumilok vezetői megígérik, hogy visszatérnek a római egyházba.[30]
- 1229: a ferencesek megtelepednek Esztergomban
- 1238: IX. Gergely pápa újabb levelet írt a bogumilok ügyében, ezúttal IV. Béla királyhoz.[30]
- 1246: Özséb esztergomi kanonok közös életre hívja össze a dunántúli hegyekben élő remetéket. Pálosoknak nevezik el őket.

## 14. század

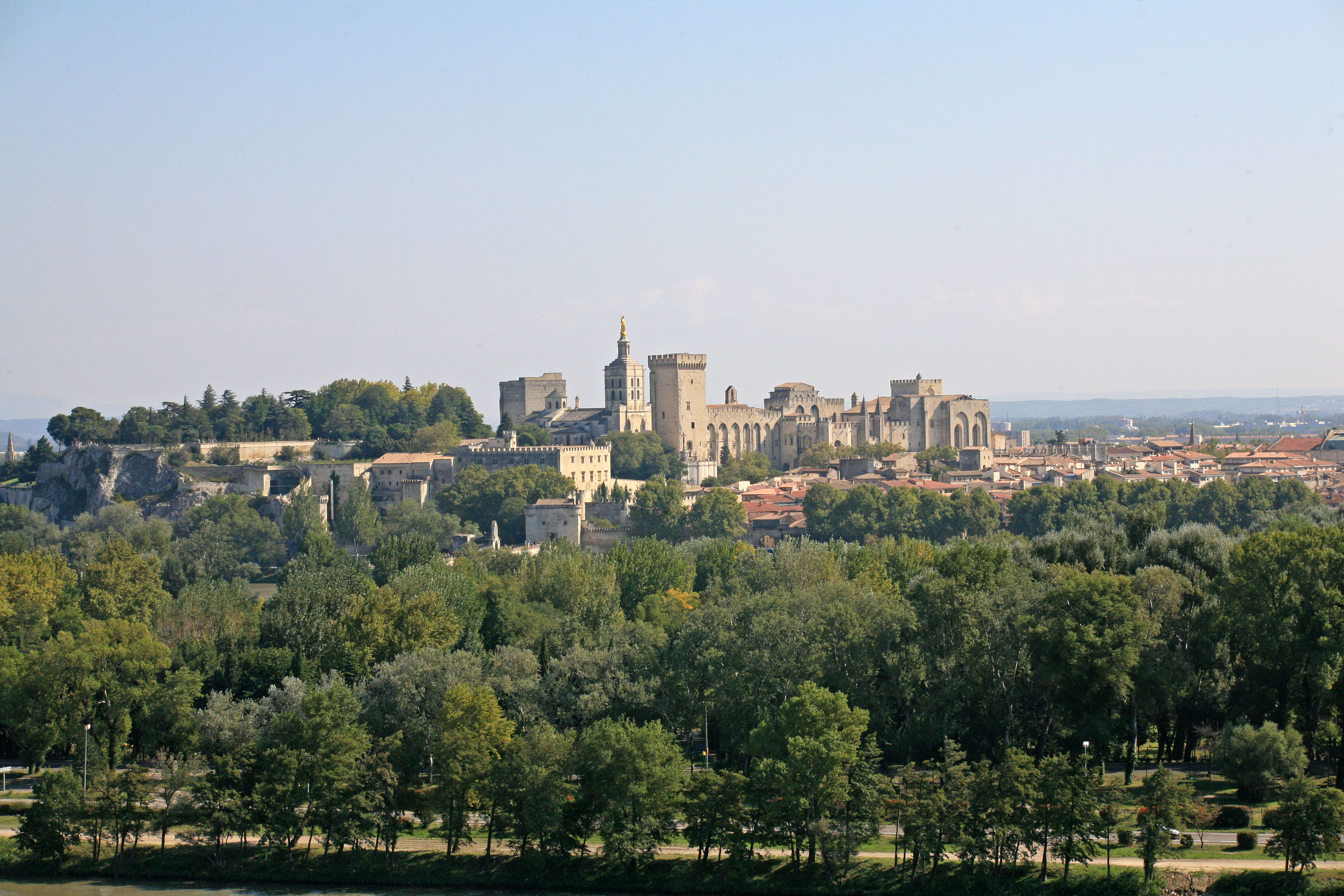
Az avignoni pápai palota a város fölött

- 1302: VIII. Bonifác kiadja az Unam sanctam bullát, melyben VII. Gergelyhez hasonlóan fejti ki nézeteit a korlátlan pápai uralomról, emiatt összeütközésbe kerül IV. (Szép) Fülöp francia királlyal.
- 1303: A francia király elfogatja VIII. Bonifácot, aki nem sokkal később meghal.
- 1309: V. Kelemen pápa Rómából Avignonba teszi át a székhelyét, ezzel megkezdődik a pápák közel 70 éves ún. „avignoni fogsága”.
- 1311. A vienne-i egyetemes zsinat.
- 1321: Meghal Dante Alighieri a középkor nagy költője. Pokoljában sok pápa, bíboros és pap szenved együtt más pénzéhes és tékozló lelkekkel.
- 1328: William Ockham elmenekül Avignonból, és nyíltan hirdetni kezdi a nominalizmus kezdetét megvető ismeretelméletét. Később XXII. János pápa kiközösíti, mivel eretnekséggel vádolta meg őt.
- 1347-1353: A fekete halál (pestisjárvány) Európában pusztít. Sokan isteni büntetésnek tartják és megemelkedik a vezeklők, flagellánsok száma.
- 1365: John Wycliffe fellépése.
- 1370: V. Orbán pápa jóváhagyja Szent Brigitta rendjét.
- 1377: XI. Gergely pápa visszatér Rómába.
- 1378: Két pápát választanak, megkezdődik a „nagy nyugati egyházszakadás” (1378-1417).
- 1384: Geert Groote, a devotio moderna elindítójának halála.
- 1387: A litvánok, Európában utolsóként, elfogadják a katolikus hitet.

## 15. század

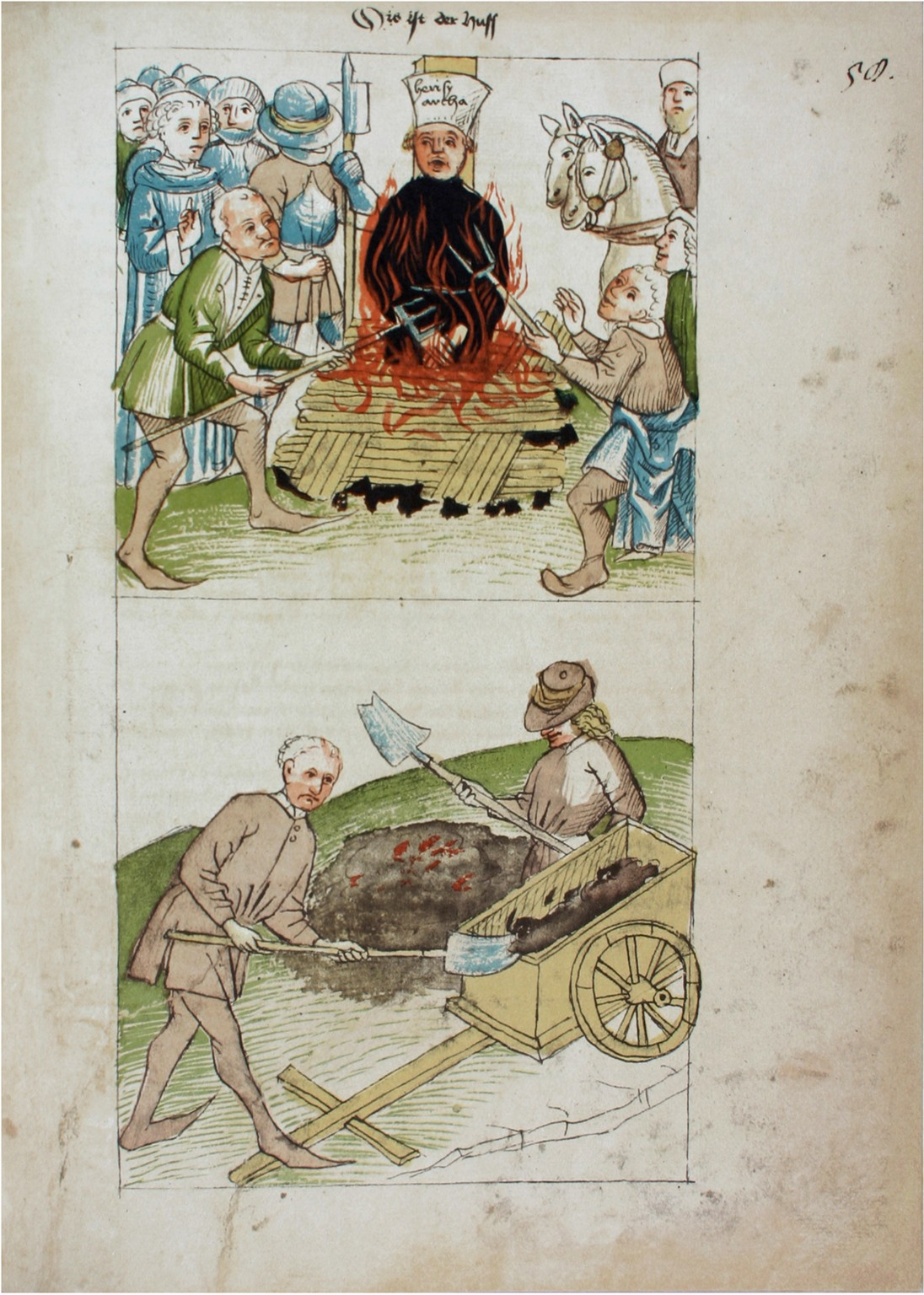
Husz János megégetése (miniatúra Ulrich Richental Chronik des Konstanzer Konzils című művében)

- 1401-től: John Wycliffe angliai követőit (lollardok) üldözni kezdik.
- 1409: A pisai zsinat után már három pápa van egyszerre (→ nagy nyugati egyházszakadás)
- 1414–1418: A konstanzi egyetemes zsinat. 
  - A nyugati egyházszakadás megszüntetése,
  - John Wycliffe tanainak elítélése és Husz János megégetése.
- 1420–1436: A huszita háborúk.
- 1431–1445: A Basel-Ferrara-Firenzei egyetemes zsinat. 
  - A zsinat elítéli a szimóniát és a papi ágyasságot; kiegyezés a huszitákkal.
- 1448: Az orosz ortodox egyház autokefál lesz.[31]
- 1450 körül: A könyvnyomtatás feltalálása. Johannes Gutenberg mainzi nyomdájában elkészül az első nyomtatott könyv: a 42 soros Biblia.
- 1467: Létrejön az Egyesült Testvérek (Unitas Fratrum) egyesülete, amely magába olvasztja a husziták és a cseh valdensek maradványait (→ cseh-morva testvérek)
- 1478: IV. Szixtusz pápa létrehozza pápai bullával a spanyol inkvizíciót. Pápai szentesítéssel hajtanak végre tömeges kínzásokat, autodafékat és kivégzéseket az eretnekeken, de nagyrészben az újkeresztényeken.
- 1483: Luther Márton születése.
- 1492: Kolumbusz Kristóf felfedezi az Újvilágot; nemsokára konkvisztádorok és hittérítők hada indul meg az amerikai kontinensre.
- 1498: Az első misszionáriusok kikötnek Indiában.
- 1498: Girolamo Savonarola kivégzése.

## 16. század

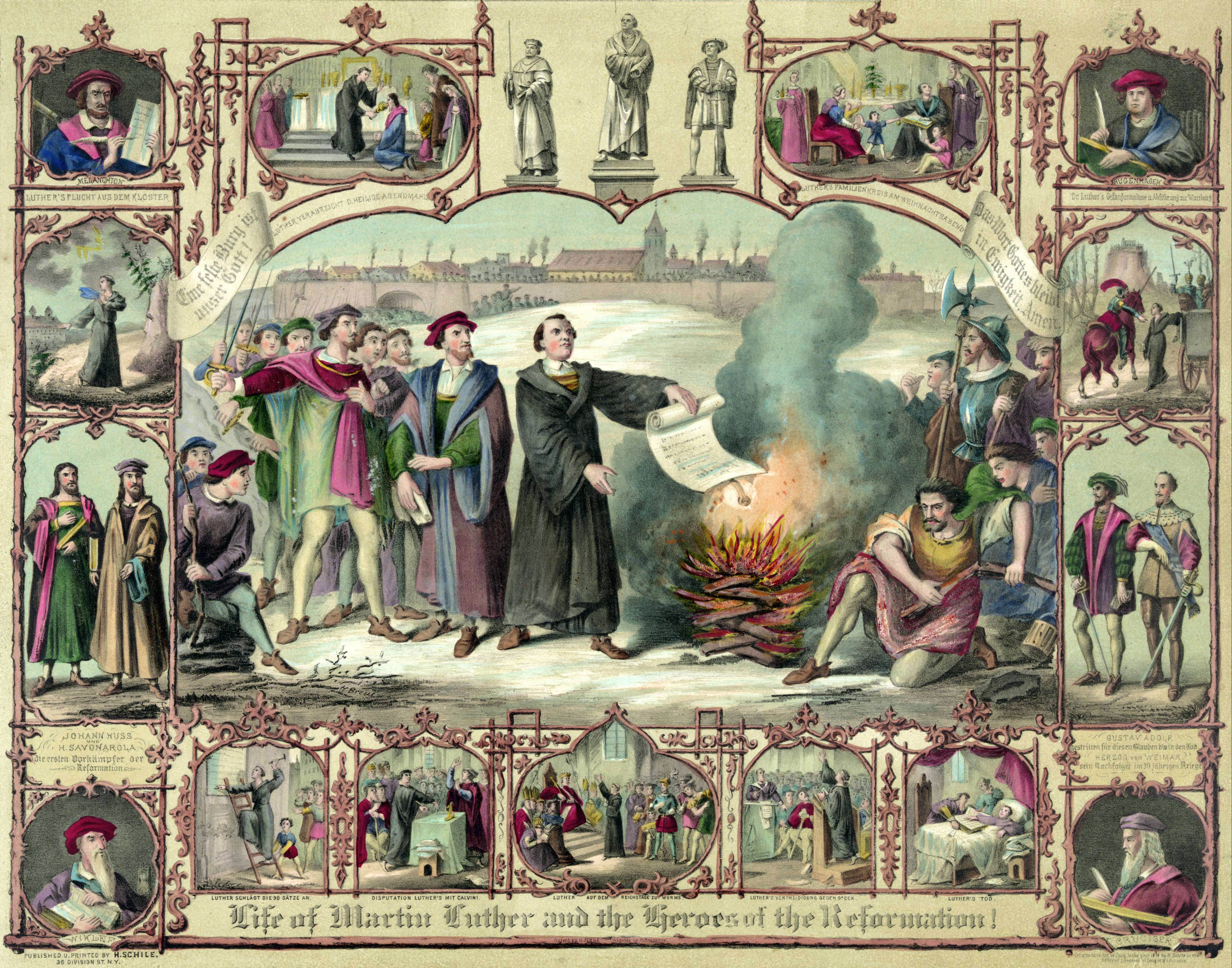
Luther nyilvánosan elégeti a kiátkozó pápai bullát

- 1506: A Svájci Gárda megalapítása.
- 1508: Michelangelo elkezdi festeni a Sixtus-kápolna mennyezetét.
- 1513-tól: X. Leó pápa. Búcsúcédulák a római Szent Péter-bazilika befejezéséhez.
- 1516: Morus Tamás kiadja az "Utopia" című művét.
- 1517: A reformáció kezdete. Luther közzé teszi a 95 tételét.
- 1520: Luther nyilvánosan elégeti a pápa kiátkozó bulláját, ezzel végleg szakít a római egyházzal.
- 1522: Kiadják a Luther által német nyelvre fordított Újszövetséget. 1534-ben kiadják a német nyelvű teljes Bibliát is.
- 1523: Zwingli uralomra juttatja a reformációt Zürichben. 
  - 1531: Zwingli meghal a kappeli háborúban. Művét H. Bullinger fejezi be.
  - 1536: 2. helvét hitvallás
- 1524–1525: Német parasztháború, a reformáció mellékáramlatának, a radikális anabaptisták a részvételével, Thomas Müntzer vezetésével
- 1529: A lutheránus (evangélikus) német fejedelmek kiadják tiltakozó iratukat (protestáció; innen → protestánsok) a császár türelmetlen valláspolitikája ellen. A marburgi vita az úrvacsoráról.
- 1530: Az ágostai hitvallásban közzéteszik a lutheránus tanok tételes megfogalmazását.
- 1530 körül: Jacob Hutter létrehozza a hutteriták mozgalmát.
- 1531: Schmalkaldeni szövetség

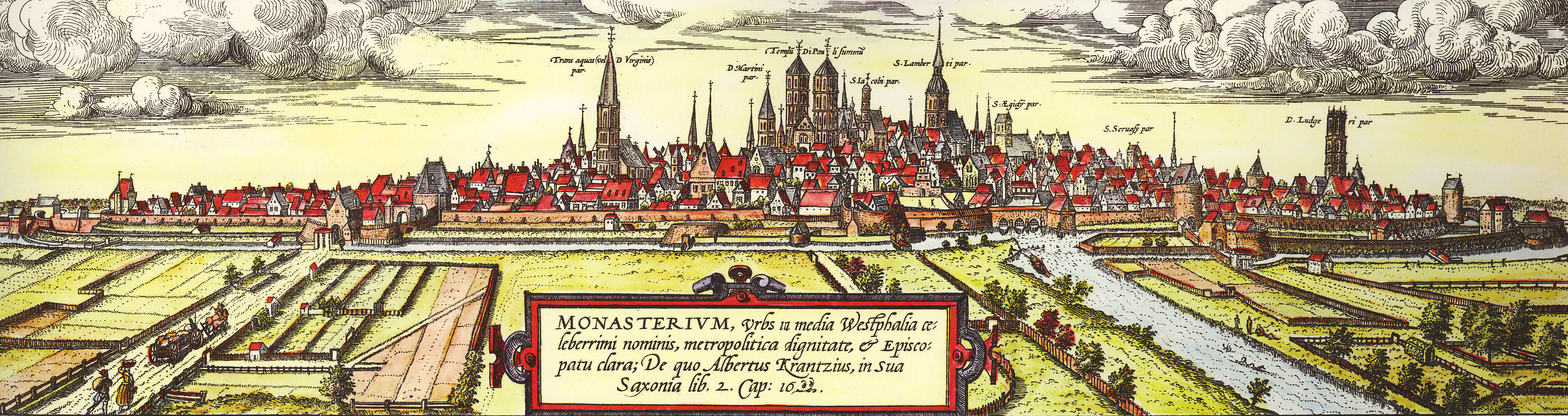
Münster 16. századi ábrázolása. 1534-35-ben itt jött létre az anabaptisták királysága

- 1534: Az Anglikán Közösség megalapítása. VIII. Henrik angol király szakít a pápával, és magát nyilvánítja az egyház fejévé. Az egyházi vagyon nagyobb részét elkobozzák, a szerzetesrendeket feloszlatják.
- 1534–1535: Münster anabaptista királysága
- 1536: Kálvin János Bázelben közzéteszi A keresztény vallás rendszere című fő művét, a református hittételek polemikus kifejtését.
- 1540: III. Pál pápa jóváhagyja a jezsuita rendet, amely később az ellenreformáció egyik fő eszköze lesz.
- 1541: Az első magyar Újszövetség-fordítás kiadása Sylvester János révén.
- 1542: III. Pál a reformáció ellen újjászervezi az inkvizíciót, Szent Officium néven.
- 1542 v. 1543: Portugál kereskedők érkeznek Japánba. Nyomukban megkezdődik a keresztény térítés (1549).
- 1540-es évek: Menno Simons megalapítja a mennoniták mozgalmát.
- 1545-1563  A tridenti zsinat: megerősíti a pápa hatalmát és véglegesen szakít a reformáció irányzataival. A zsinat határozatai alapján megindul a katolikus ellentámadás: az ellenreformáció.
- 1546: Luther halála
- 1546–1547: A schmalkaldeni háború. V. Károly császár kísérletet tesz a lutheránus rendek leverésére.
- 1547–1553: VI. Eduárd angol király, VIII. Henrik kiskorú fia idején Th. Cranmer canterburyi érsek irányítása alatt végbemegy az angol egyház reformációja. 
  - Utóda, I. Mária királynő (1553-58) terrorral próbálja visszaállítani a katolikus vallás uralmát, de halála után végleg megszilárdul az angol reformáció helyzete.
- 1547–1559: II. Henrik francia király. A Habsburgokkal szemben a német protestánsokat támogatja, de országában szembefordul a kálvinista tanokkal.
- 1553: Szervét Mihályt, az antitrinitárius tanok hirdetőjét megégetik Genfben.
- 1555: Az augsburgi vallásbéke egyelőre véget vet a német katolikusok és protestánsok küzdelmének.

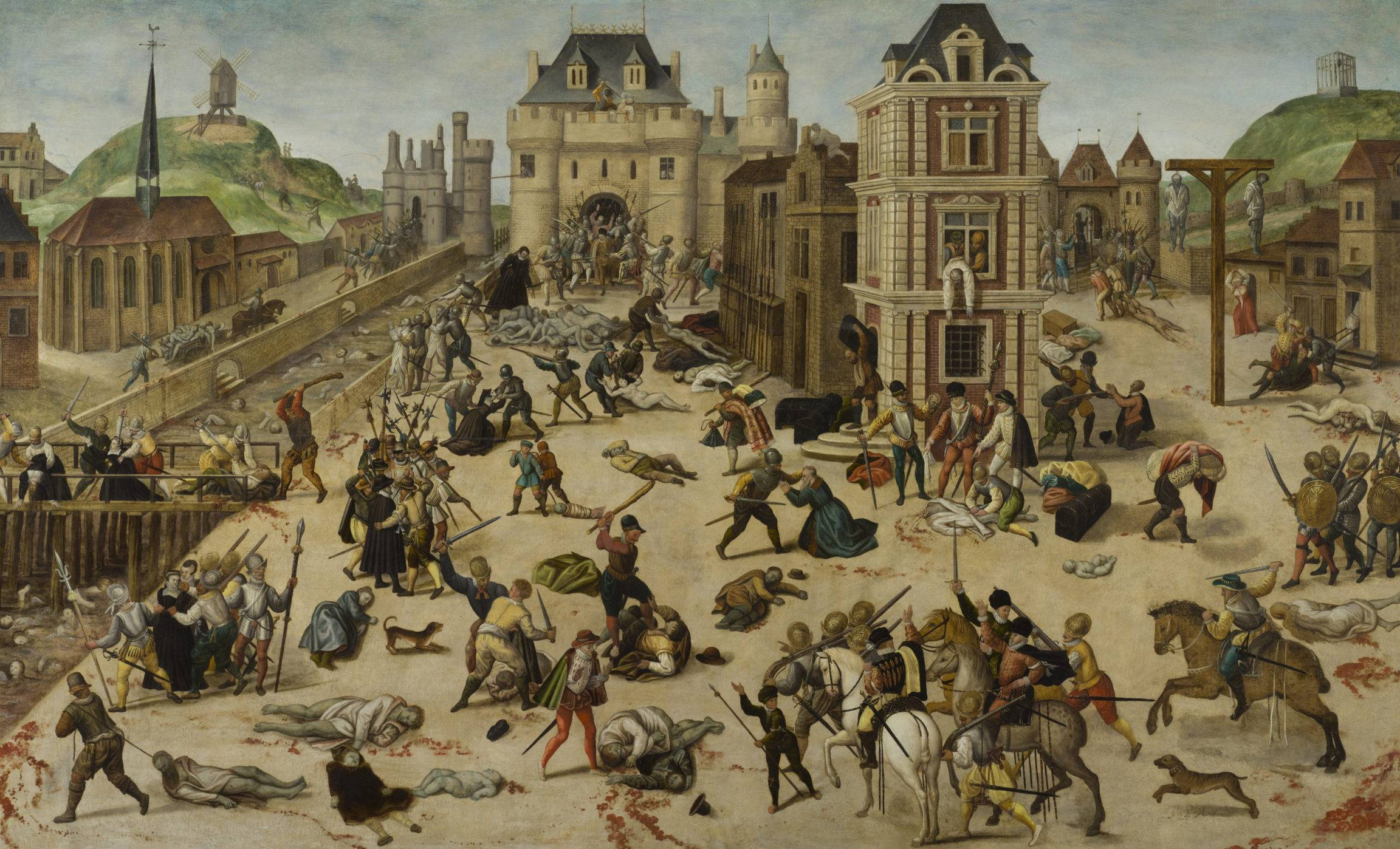
Szent Bertalan-éji mészárlás

- 1559: A katolikus Tiltott könyvek jegyzékének kiadása.
- 1560: Az angol nyelvű Genfi-Biblia kiadása.
- 1560: A kálvinizmus bevezetése Skóciában.
- 1563: Kálvin megalapítja a Református Egyházat
- 1564: Kálvin halála Genfben.
- 1556–1598: II. Fülöp spanyol király. A katolikus egyház védelmezője, országában óriási hatalmat ad az inkvizíció kezébe.
- 1562–1598: A francia vallásháborúk
  - 1572: Szent Bertalan-éji mészárlás, kísérlet a hugenották kiirtására
- 1568: A tordai országgyűlés kimondja a vallásszabadságot a katolikus, a református, az evangélikus és az unitárius vallásra.
  - 1568: Dávid Ferenc megalapítja az Erdélyi Unitárius Egyházat
- 1582: Matteo Ricci jezsuita hittérítő Kínába érkezik.
- 1589: A magyar nyelvű Károlyi-biblia kiadása.
- 1600: A római inkvizíció máglyahalálra ítéli Giordano Brunot.

## 17. század

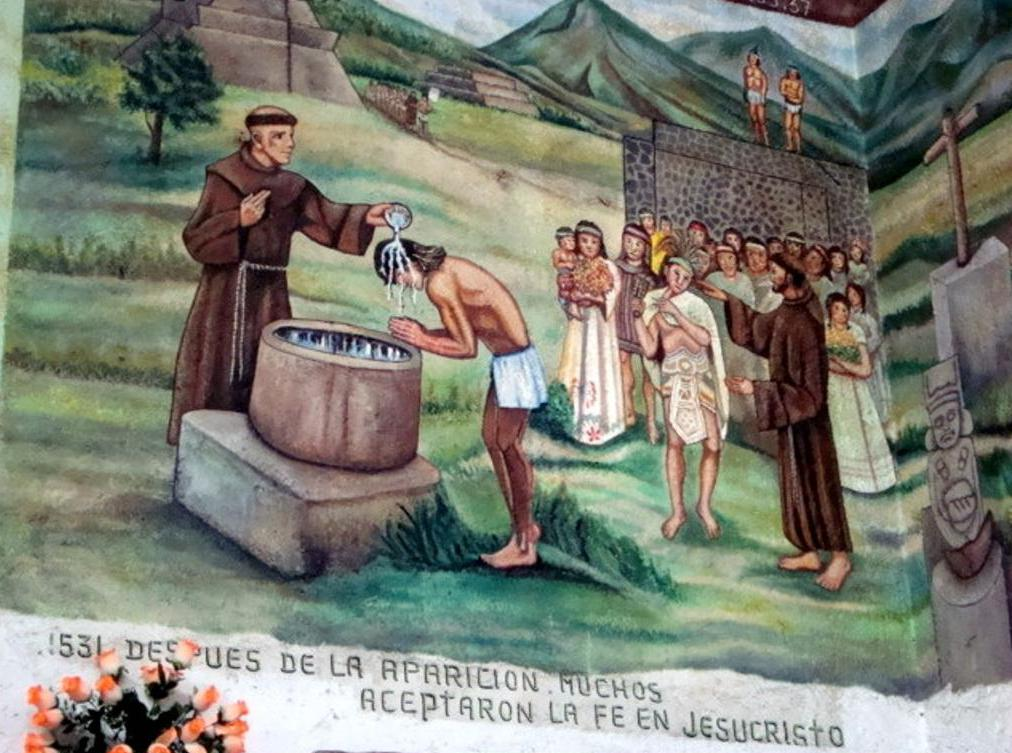
A mexikói indiánok keresztelése

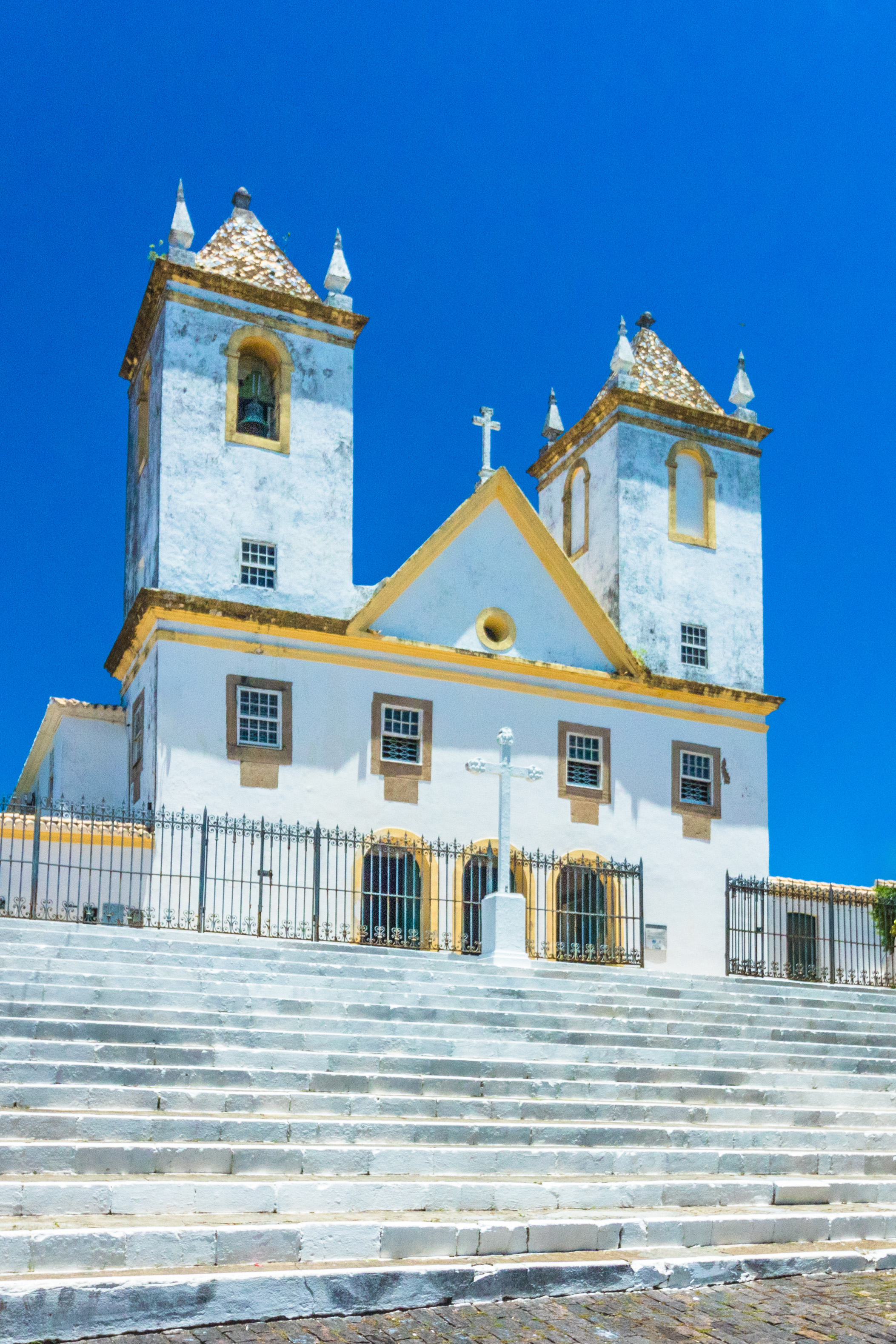
17. századi brazíliai templom

- I. Jakab angol király (1603–1625) Kálvin angliai követőit, a puritánokat véresen üldözi.
- 1608: A német protestáns fejedelmek megalapítják védelmi szövetségüket, a Protestáns Uniót.
- 1609: A katolikusok I. Miksa bajor herceg vezetésével a Katolikus Ligába tömörülnek.
- 1609: Amszterdamban létrejön az első baptista gyülekezet.
- 1617: Kalazanci József megalapítja a piarista rendet.
- 1618: A csehek fegyvert fognak a bécsi udvar abszolutista politikája és az ellenreformáció térhódítása ellen. II. Ferdinánd a Katolikus Ligával szövetkezik és a fehérhegyi csatában (1620) megsemmisítő csapást mér a felkelőkre. Csehországban kiirtják a protestantizmust és a felkelők birtokait a császárhű katolikusok között osztják szét.
- 1619–1648: A harmincéves háború. A német protestánsok és katolikusok küzdelme európai háborúvá bővül és elveszti vallásos jellegét, átalakul nagyhatalmi versengéssé. 
  - 1625: IV. Keresztély dán király az észak-német protestánsok védelmében belép a harmincéves háborúba.
- 1620: Az ún. zarándokatyák megérkeznek Amerikába.
- 1619–1637: II. Ferdinánd német-római császár és magyar király. Az osztrák tartományokban diadalra juttatja az ellenreformációt, amely Magyarországon is (főként Pázmány Péter esztergomi érsek működése nyomán) eredményeket ér el.
- 1626: VIII. Orbán pápa felavatja az új Szent Péter Bazilikát.
- 1633: Galileo Galileit az inkvizíció tanai visszavonására kényszeríti.
- 1640: Jansenius teológus posztumusz munkája elindítja a janzenizmus vallási mozgalmát.
- 1650-es évek: George Fox létrehozza a kvékerek közösségét
- 1660-as évek: Az óhitűek szakadása Oroszországban.
- 1660–1685: II. Károly angol király. Helyreállítják az angol püspöki egyházat (amelyet a forradalom 1645-ben eltörölt), és a vele szembehelyezkedő protestánsokat üldözik, akik ezért tömegesen vándorolnak ki.
- 1675: Philipp Jacob Spener kiadja a "Pia Desideria" című művét: a pietizmus keletkezése.
- 1682: A francia papság általános gyűlése kibocsátja a pápa hatalmát erősen korlátozó, ún. "gallikán cikkelyeket" tartalmazó nyilatkozatát.
- 1683. szeptember 12.: A bécsi, vagy kahlenbergi csata. A Szent Liga döntő győzelmet arat az oszmán törökök felett. Ezzel megkezdődik a török hadak kiűzése Európából.
- 1685: XIV. Lajos francia király visszavonja a nantes-i ediktumot, és megkezdi a hugenották üldözését, akik zöme kivándorol.
- 1692: Kang-hszi kínai császár szabadságot ad a keresztényeknek.

## 18. század
- 1701: Szebasztei Mechitár örmény katolikus szerzetesrendet alapít (mechitaristák).
- 1715: XI. Kelemen pápa elítéli a Kínában tevékenykedő jezsuiták szinkretista szertartásait
- 1727: A Herrnhuti testvérgyülekezet alapítása
- 1729: A metodista vallási mozgalom megindulása.
- 1730-as évek: Az első "nagy ébredés" kezdete
- 1741: A kopt katolikus egyház létrejötte.
- 1759: A jezsuiták kiűzése Portugáliából, majd 1764-ben Franciaországból, 1767-ben Spanyolországból.

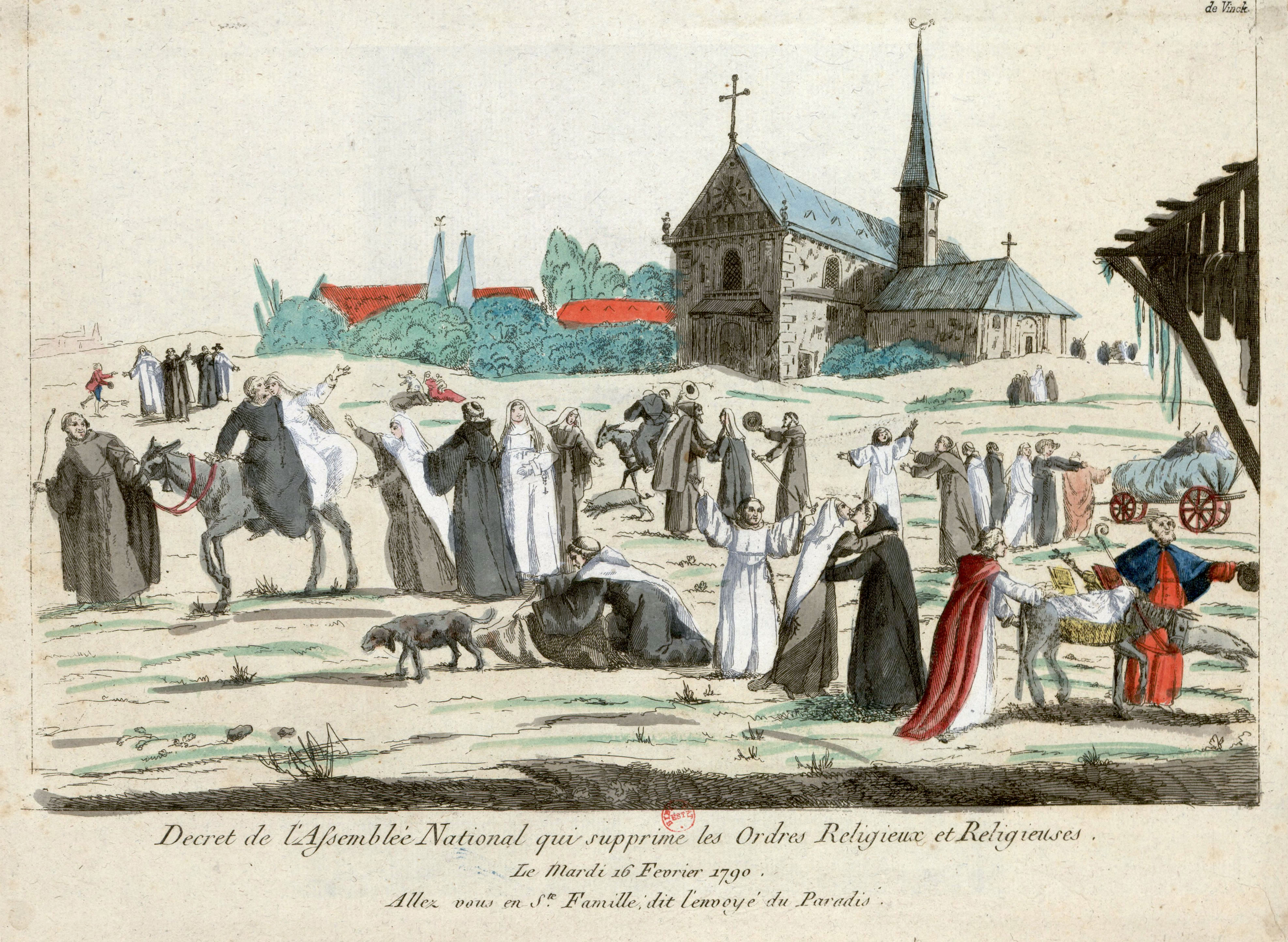
Korabeli karikatúra: francia szerzetesek és apácák élvezik újdonsült szabadságukat az 1790. február 16-ai rendelet után. A francia forradalom vallásellenes volt, és a klérust megfosztották vagyona és földjének nagy részétől

- 1763: Johann von Hontheim trieri érseki helynök kiadja művét;[megj. 2] a febronianizmus katolikus reformmozgalom kezdete
- 1770 körül: Oroszországban a szkopecek (öncsonkítók) mozgalmának kezdete
- 1773: A jezsuita rend betiltása.
- 1781: II. József türelmi rendelete, szabad vallásgyakorlás és hivatalviselés biztosítása egyes felekezeteknek
- 1782: II. József megkezdi a szerzetesrendek feloszlatását.
- 1789: A francia polgári forradalom kitörése.
  - 1792: Az összes szerzetesrend felszámolása Franciaországban.
  - 1793: A keresztény vallás betiltása és az összes templom bezáratása, az összes keresztény vallási ünnep megszüntetése
  - 1795: Franciaországban a jakobinus diktatúra bukása, a vallásszabadság kimondása, és az egyház és az állam szétválasztása.
- 1790-es évek: A "második nagy ébredés" kezdete
- 1798: Róma francia megszállása, és VI. Piusz pápa fogságba hurcolása.

## 19. század
- 1801: VII. Piusz pápa konkordátuma Bonaparte Napóleon Első Konzullal, aki helyreállítja a pápa világi hatalmát az egyházi állam megmaradt területén, valamint az állam és az egyház szövetségét Franciaországban.
- 1802-1803: Az egyházi birtokok szekularizációja a német területeken.
- 1804: A Brit és Külföldi Bibliatársulat létrehozása

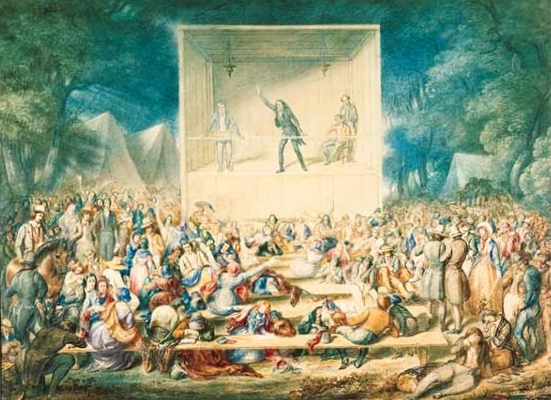
Metodista gyűlés a 2. nagy ébredés folyamán 1839-ben Amerikában

- 1807: Az első protestáns misszionárius Kínában, Robert Morrison
- 1809: Az egyházi állam megszüntetése, VII. Piusz fogságba hurcolása.
- 1811: Campbell elindítja a restaurációs mozgalmat
- 1815: A bécsi kongresszus visszaállítja az Egyházi Államot.
- 1820: A jezsuiták kiűzése Oroszországból.
- 1830: Az Utolsó Napok Szentjeinek J. K. Egyháza alapítása
- 1832: A Krisztusban Hívő Nazarénusok Gyülekezete alapítása
- 1832: A szerb ortodox egyház autokefál lesz
- 1833: A görögországi és a bolgár ortodox egyház létrejötte
- 1840: Samuel Heinrich Froehlich (1803–1857) evangelizálása után Magyarországon Hencsey Lajos megalapítja a Krisztusban Hívő Nazarénusok Gyülekezetét
- 1843-1844: A millerita mozgalom Amerikában (→ a nagy csalódás)
- 1848: Rómában kikiáltják a köztársaságot
- 1848: A magyar törvényhozás megszünteti a katolikus vallás addigi államegyház jellegét, és törvénybe iktatja a felekezeti egyenjogúságot. [megj. 3]
- 1853: Argentínában a katolikus vallást államvallásnak ismerik el.
- 1854: Szűz Mária szeplőtelen fogantatása dogmájának kimondása.
- 1850-es évek: A harmadik "nagy ébredés" kezdete
- 1860: Kína engedélyezi a szabad vallásgyakorlatot, és a misszionáriusok szabad tevékenységét.
- 1863: A Hetednapi Adventista Egyház alapítása

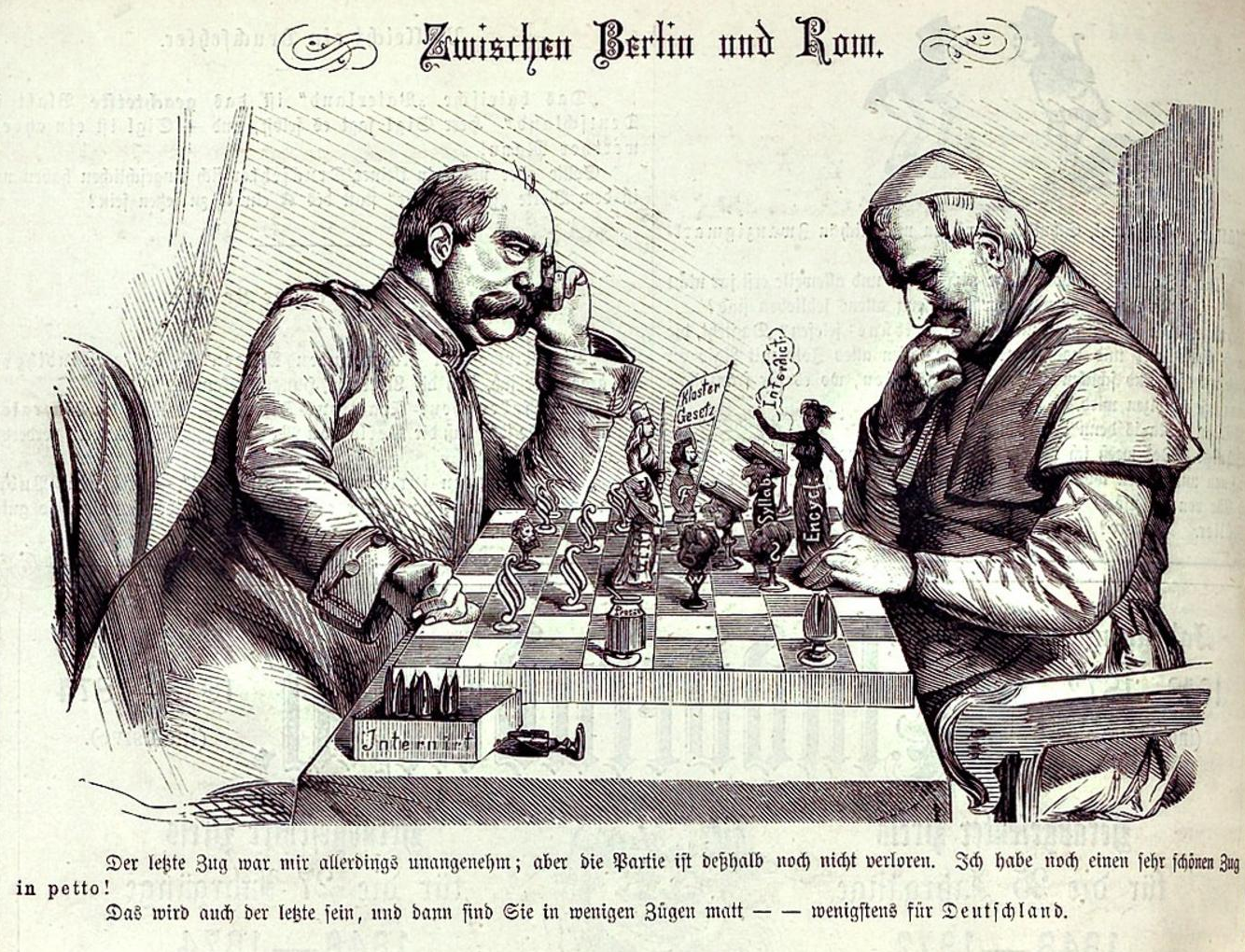
1875-ös karikatúra: Berlin és Róma között, Bismarck (jobbról) szembesítése IX. Piusszal

- 1864: IX. Piusz pápa elítéli a modernizmust [35]
- 1865: A román ortodox egyház létrejötte
- 1865: William Booth közösséget alapít, amelyből aztán létrejön az Üdvhadsereg.[36]
- 1869: IX. Piusz megnyitja az I. vatikáni zsinatot.
  - 1870: Kimondják a pápai tévedhetetlenség dogmáját. Ez kiváltja az ókatolikusok szakadását.
- 1870: Az Egyházi Állam felszámolása.
- 1870: Református Világszövetség
- 1870 körül: Charles Taze Russell megalapítja a Bibliakutató mozgalmat (→ 1931: Jehova Tanúi)
- 1871: Az olasz parlament kimondja a pápa világi hatalomtól való megfosztását.
- 1872-1875: Számos egyházellenes törvény elfogadása Németországban, Ausztriában, Svájcban.
- 1875: Mexikóban az egyház és az állam szétválasztása.
- 1876: A Keresztény Tudomány felekezet alapítása
- 1889: Japánban biztosítják a vallásszabadságot.
- 1899-1901: Bokszerlázadás és keresztényüldözés Kínában.

## 20. század

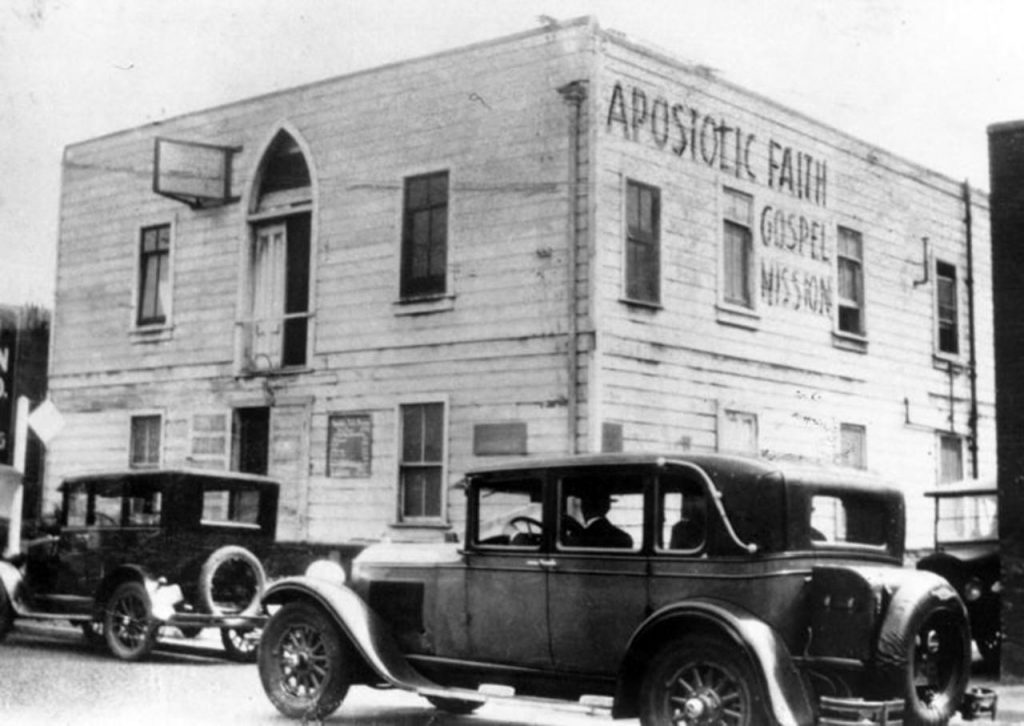
Evangelizációs központ 1907-ben Los Angelesben, amelyet a pünkösdizmus szülőhelyének tartanak.

- A század elején megindul a pünkösdi-karizmatikus mozgalom, amely nemsokára hatalmas közösséggé növi ki magát.
- 1904: Franciaországban egyházellenes törvények hozása, majd az egyház és az állam szétválasztása (1905).
- 1905: A Katolikus Akció megalapítása.
- 1907: X. Piusz elítéli a modernizmust (Pascendi Dominici gregis)
- 1911: Az egyház és az állam szétválasztása Portugáliában.
- 1914: Az első világháború kitörése, amelyet november 1-jén XV. Benedek pápa élesen elítélt, majd közvetítést próbált meg Olaszország és az Osztrák–Magyar Monarchia között.
- 1917: A katolikus Egyházi Törvénykönyv kihirdetése.
- 1918: Afrikában az Aladura pünkösdi mozgalom létrejötte.
- 1918: A szovjet kormány kimondja az egyház és az állam szétválasztását.
- 1919: A Magyarországi Tanácsköztársaság alkotmánya kimondja az egyház és az állam szétválasztását.
- 1920 körül: Simon Kimbangu Afrikában létrehozza a kimbangizmus népi-vallási mozgalmát.

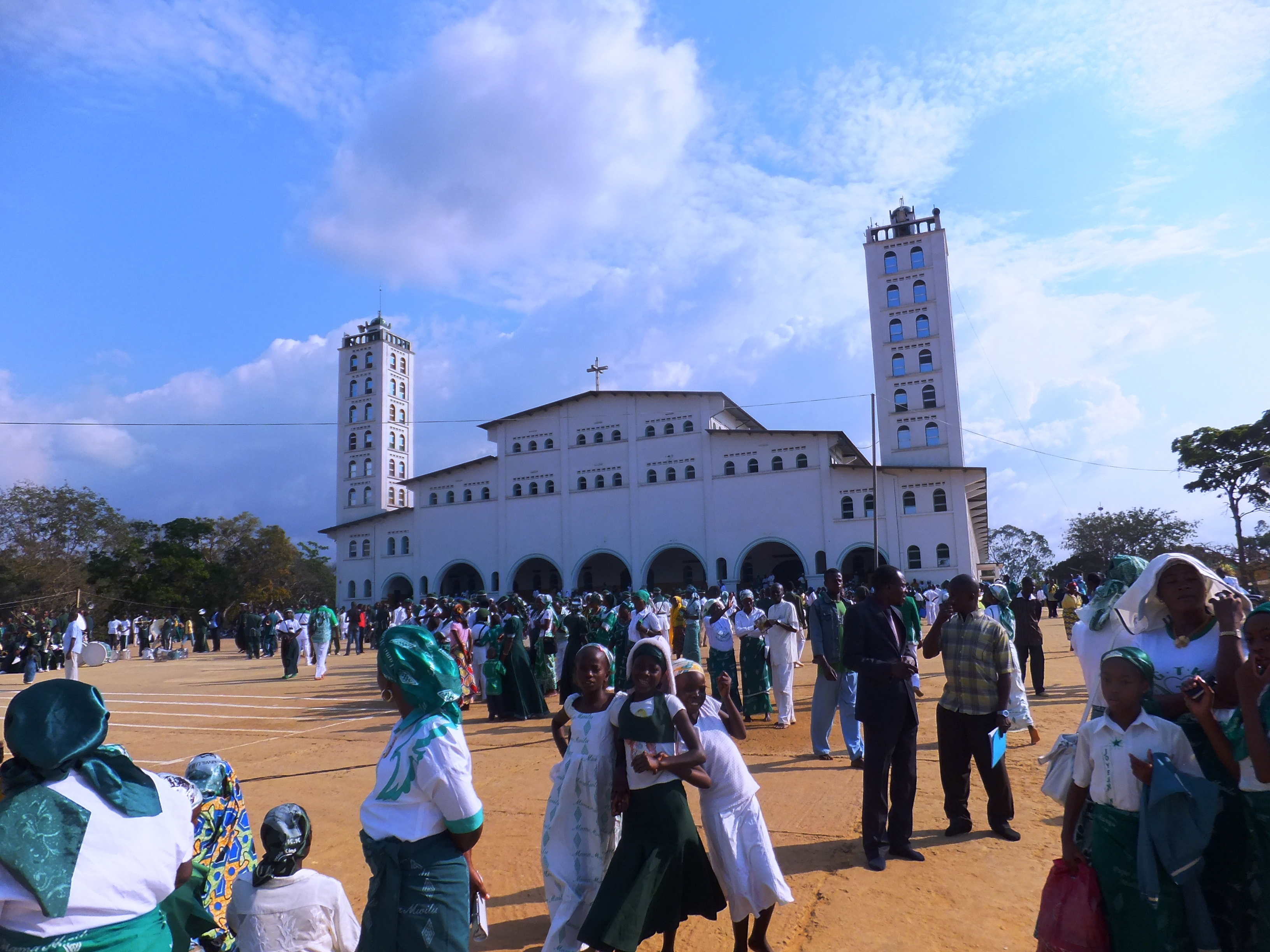
A kimbangizmus egy temploma a Kongói D. K.-ban

- 1921: Az első felekezetközi ökumenikus szervezet: Nemzetközi Missziós Tanács
- 1922–1925: A Katolikus Akció felállítása több európai országban.
- 1925: Szakadással létrejön a Hetednap Adventista Reformmozgalom.
- 1928: Megalakul a Magyar Pünkösdi Egyház
- 1928:Josemaría Escrivá megalapítja az Opus Dei-t.
- 1929: A Lateráni egyezmény megkötése, Olaszország elismeri a pápa szuverenitását a Vatikánváros felett: a Vatikán városállam megalakulása.
- 1934: Létrejön a nácizmussal szembeszálló német Hitvalló Egyház.
- 1939 végén: Magyarországon Keresztes-Fischer Ferenc belügyminiszter antimilitarista tanok terjesztése miatt, honvédelmi érdekekre hivatkozva betiltja a következő kisegyházakat: nazarénusok, adventisták, Jehova tanúi, Isten gyülekezete, őskeresztények, pünkösdisták.[37]
- 1948: Megalakul az Egyházak Világtanácsa
- 1950: Mária mennybevételének dogmaként való kimondása.
- 1958: XXIII. János pápa pontifikátusának kezdete.
- 1960-as évek eleje: A felszabadítási teológia nevű teológiai irányzat és társadalmi-politikai mozgalom kezdete Latin-Amerikában.
- 1960-as évek: Az evangelikál-karizmatikus mozgalom (második hullám) kezdete.
- 1962. A II. vatikáni zsinat kezdete.
- 1963: VI. Pál pontifikátusának kezdete.
- 1964: VI. Pál felállítja a Nem Keresztény Vallások Titkárságát
- 1965: A II. vatikáni zsinat vége.
- 1965: A Calvary Chapel létrejötte
- 1967: A katolikus karizmatikus megújulási mozgalom kezdete
- 1978: I. János Pál pápa rövid uralkodása, majd II. János Pál pontifikátusának kezdete
- 1979: Németh Sándor létrehozza a Hit Gyülekezetét
- 1981: Merénylet II. János Pál pápa ellen
- 1986: A világvallások követőinek találkozója Assisiben

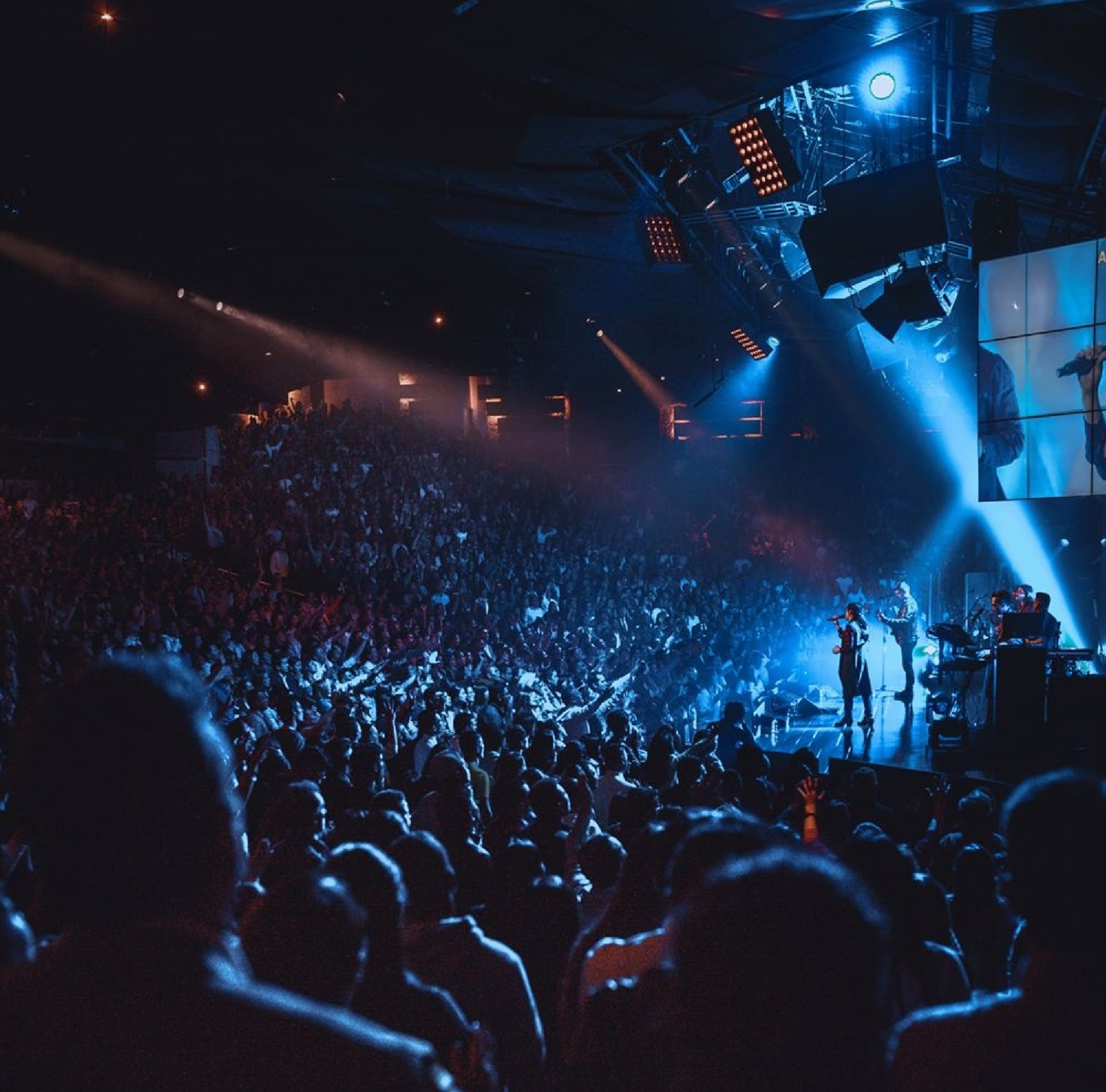
Újprotestáns istentisztelet Kolumbiában

- 1989–1991: Rendszerváltás Kelet-Európában, a keresztény egyházak elnyomása megszűnik.
- 1990-es évek: Az új-karizmatikus mozgalom (wd) („harmadik hullám”) kezdete
- 1993: A Krisztus Szeretete Egyház nevű pünkösdi-karizmatikus felekezet alapítása
- 1993: Létrejön a Krisztus Nemzetközi Egyházai nevű felekezet
- 1996: II. János Pál: az evolúció tana nem összeegyezhetetlen a keresztény hittel.
- 1998: A Budapesti Autonóm Gyülekezet alapítása
- 1999: Katolikus-evangélikus közös nyilatkozat aláírása Augsburgban a megigazulásról.
- 2000: Jubileumi év a római katolikus egyházban.[38] II. János Pál nagyböjt első vasárnapján bocsánatot kér a katolikus egyház múltban és jelenben elkövetett összes bűnéért.[39]

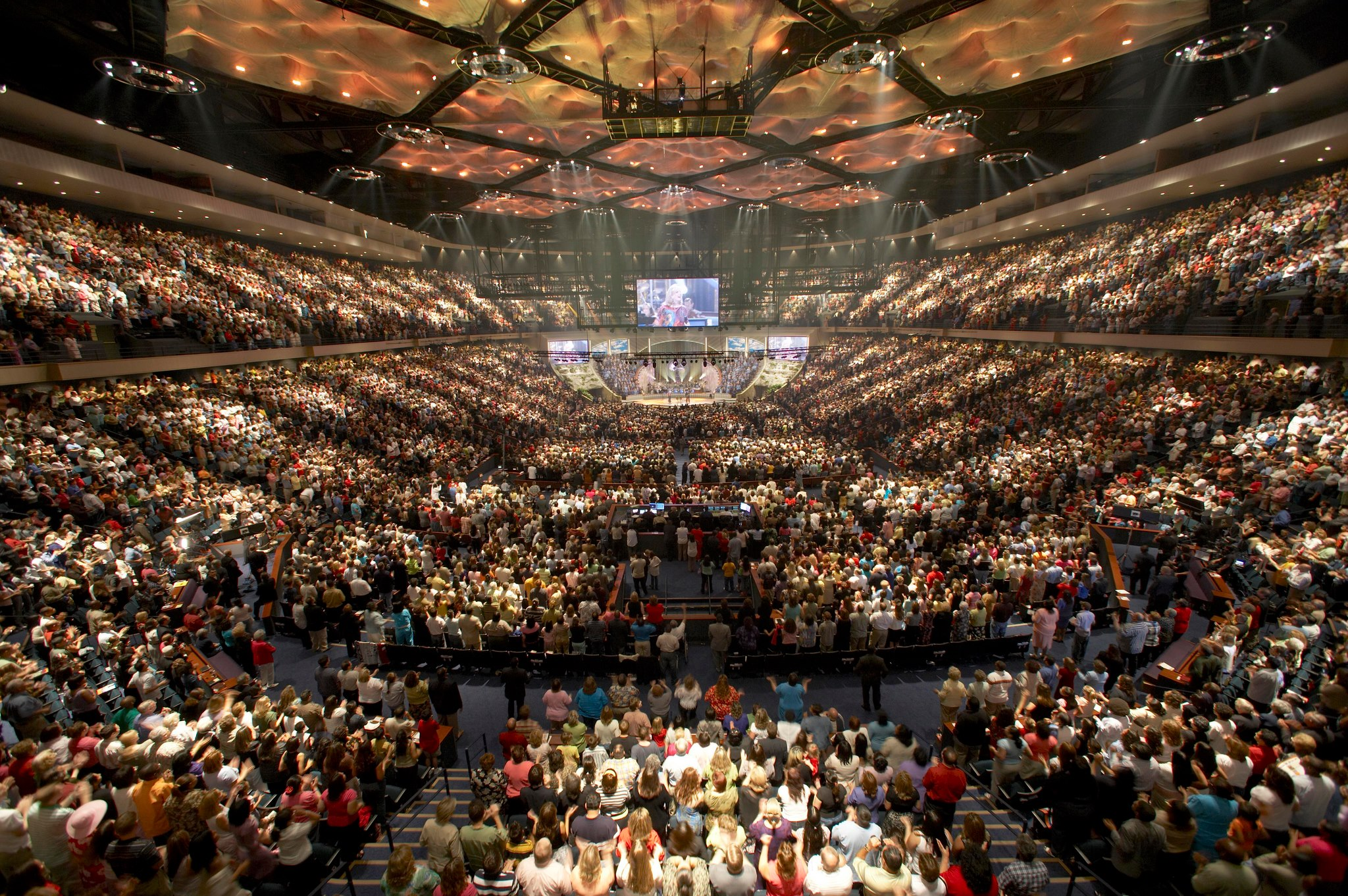
Ún. megachurch sok ezer karizmatikus hívővel, Lakewood Church, Houston, USA

## 21. század
- 2001: Létrejön a Fény Gyermekei Magyar Esszénus Egyház
- 2004: Magyarországon az Omega Gyülekezetek Hálózata nevű pünkösdi felekezet alapítása
- 2005: Meghal II. János Pál. Utóda a német nemzetiségű Joseph Ratzinger bíboros → XVI. Benedek pápa.
- 2013: Kora miatt lemond XVI. Benedek pápa. Az argentin Jorge Mario Bergogliót választják meg pápának, aki a Ferenc pápa nevet veszi fel.